# ロイヤル・コレクション

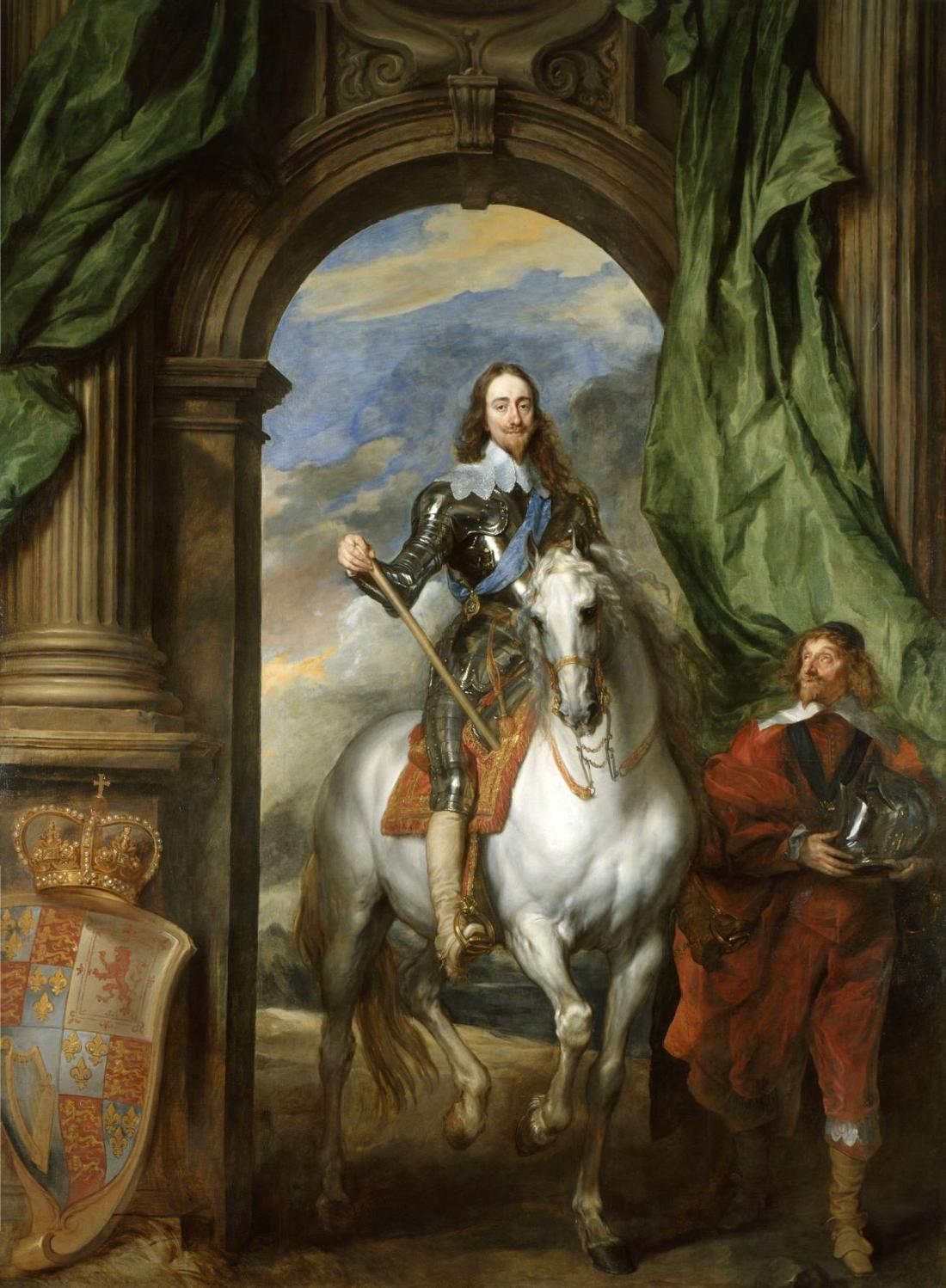
『馬上のチャールズ1世とサン・アントワーヌの領主の肖像』（1633年）
アンソニー・ヴァン・ダイク

ロイヤル・コレクション（英: The Royal Collection）またはイギリス王室コレクションはイギリス王室が所有する美術品コレクション。イギリス王室の私的財産で、王室の一部局である英国王立所蔵品協会の管理となっている。英国王立所蔵品協会（The Royal Collection Department）はロイヤル・コレクションの分類、保存、洗浄、修復や、書物、絵画、彫刻などの展示に対して責任があるが、建築物については管轄外となっている。399人のスタッフがおり、2009年度には2,642万ポンド以上の収益があった。
ロイヤル・コレクションには7,000点以上の絵画、40,000点以上の水彩画、ドローイング、150,000点以上の版画のほか、歴史的な価値がある写真、タペストリー、調度品、陶磁器、書物など、様々な美術品の一大コレクションとなっている。一般大衆に公開され、王族は住んでいないハンプトン・コート宮殿や、王族の邸宅ではあるが一般公開されているウィンザー城など、複数の場所に分散して収蔵されている。ロンドンのバッキンガム宮殿にあるクイーンズ・ギャラリー（en:Queen's Gallery）や、エディンバラのホリールード宮殿にあるエディンバラ・クイーンズ・ギャラリー（en:Queen's Gallery, Edinburgh）にも、ロイヤル・コレクションの美術品が数ヶ月間展示されることがある。ロイヤル・コレクションの金銭的価値は総額3,600億ポンドといわれている。

## 歴史

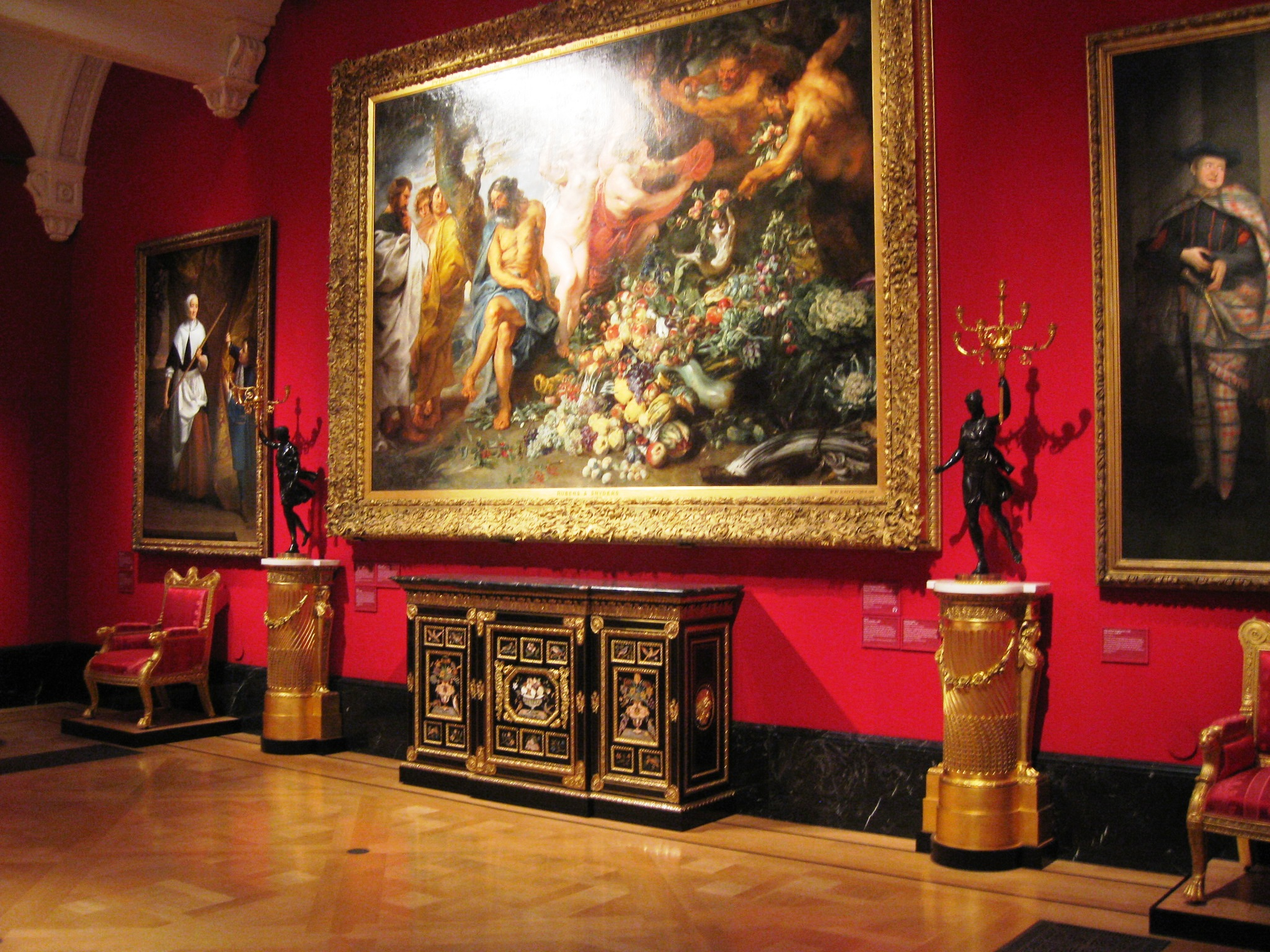
バッキンガム宮殿クイーンズ・ギャラリーに展示される『菜食主義を唱道するピタゴラス』（1618年 - 1630年頃）
ピーテル・パウル・ルーベンス

コレクションの中に16世紀のイングランド王ヘンリー8世以前の美術品はほとんど存在しない。ロイヤル・コレクションの発展に最も大きな寄与をしたのは、イタリア・ルネサンス絵画の熱心なコレクターで、アンソニー・ヴァン・ダイクらの芸術家を庇護したチャールズ1世だった。このコレクションはイングランド内戦による1649年のチャールズ1世の処刑後に売り払われてしまったが、1660年の王政復古で国王の座に就いたチャールズ2世が、コレクションのほとんどを取り戻している。また、ネーデルラント連邦共和国から28点のイタリア・ルネサンス絵画や12点の古代彫刻などを贈られ（en:Dutch Gift）、後にチャールズ2世も絵画や美術品を多数購入している。1760年に即位したジョージ3世は、王室図書館長フレデリック・オーガスタ・バーナード（en:Frederick Augusta Barnard）とともに非常に重要な版画と絵画をコレクションに加えており、1837年に即位したヴィクトリア女王と王配アルバートは、当時の現代絵画とオールド・マスターの絵画を熱心に収集した。ロイヤル・コレクションの所蔵美術品には美術館に贈与された作品もあり、歴代君主の中ではジョージ3世とヴィクトリア女王が多くの絵画を美術館に寄付している。特に王室図書館の収蔵品の大部分がジョージ3世によって大英博物館に寄付され、現在では大英図書館の所蔵となっている書物は現在でも「王室（Royal）」としてカタログに記載されている。ロイヤル・コレクションの中核となっているのは1603年にスコットランド王に加えイングランドなどの王に即位したジェームズ1世が購入したコレクションで、ウェールズの地図学者ハンフリー・ルイド（en:Humphrey Llwyd）、初代ラムリー男爵ジョン・ラムリー（en:John Lumley, 1st Baron Lumley）、第19代アランデル伯爵ヘンリー・フィッツアランらのコレクションと関連がある。
1952年に即位した女王エリザベス2世のもとで重要な美術品がコレクションに加えられており、これらには購入や遺贈のほかに諸外国や公的機関からの贈与も含まれている。イギリス連邦からの贈与が多く、一例として1985年から2001年にかけてカナダ水彩画協会（CSPWC）から75点の現代水彩画がコレクションに加えられたことがあげられる。
1962年、バッキンガム宮殿の一角にクイーンズギャラリーが開設され、ロイヤル・コレクションは一般に公開されるようになった。1993年にはロイヤル・コレクション・トラストが設立され、コレクション管理の他、ギャラリー運営、グッズ販売に至るまで、近代的なシステムにより経営されることとなった（初代理事長には皇太子時代のチャールズ3世が就任）。2002年にはクイーンズギャラリーが拡大されるとともにエディンバラにも新たなギャラリーが開設され、スコットランドでもロイヤル・コレクションの鑑賞が可能となった。

## 主要なコレクション

### 絵画、版画、ドローイング
アングロアメリカ
- ベンジャミン・ウエスト - 絵画60点

オランダ美術（200点以上）
- ヘラルト・テル・ボルフ - 絵画2点
- アルベルト・カイプ - 絵画7点
- ヘラルト・ドウ - 絵画4点
- フランス・ハルス - 絵画1点
- メインデルト・ホッベマ - 絵画2点
- ピーテル・デ・ホーホ - 絵画3点
- ハブリエル・メツー - 絵画1点
- ダニエル・マイテンス - 絵画9点

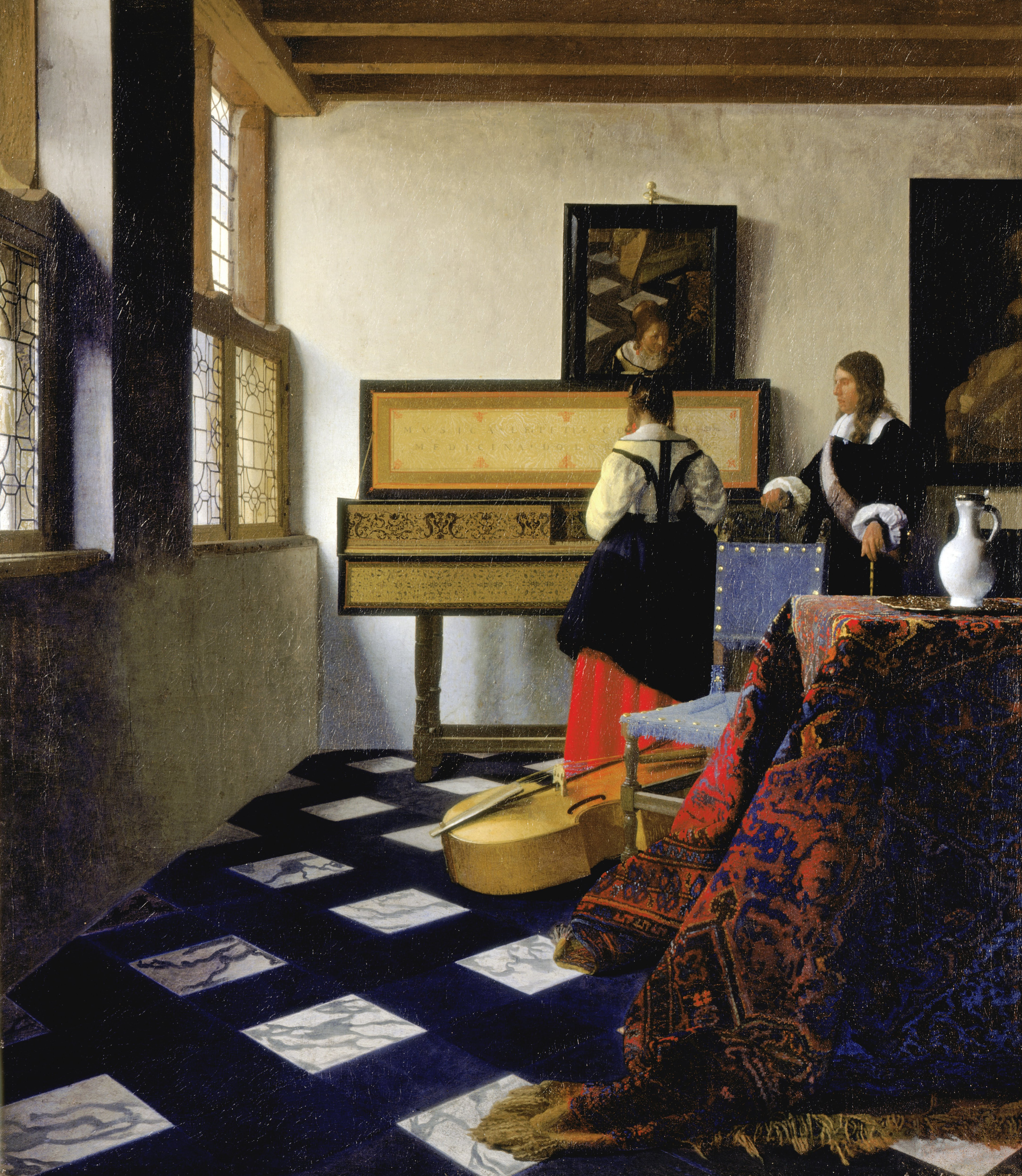
『音楽の稽古』（1612年 - 1617年）ヨハネス・フェルメール

- アドリアーン・ファン・オスターデ - 絵画5点
- レンブラント・ファン・レイン - 絵画6点
- サロモン・ファン・ロイスダール - 絵画1点
- ヤーコプ・ファン・ロイスダール - 絵画1点
- ヤン・ステーン - 絵画7点
- アドリアーン・ファン・デ・フェルデ - 絵画4点
- ウィレム・ファン・デ・フェルデ2世 - 絵画7点
- ヨハネス・フェルメール - 絵画1点
- ヤン・ウェーニクス - 絵画1点
- フィリップス・ワウウェルマン - 絵画5点

イギリス美術
- ウィリアム・ビーチー - 絵画17点

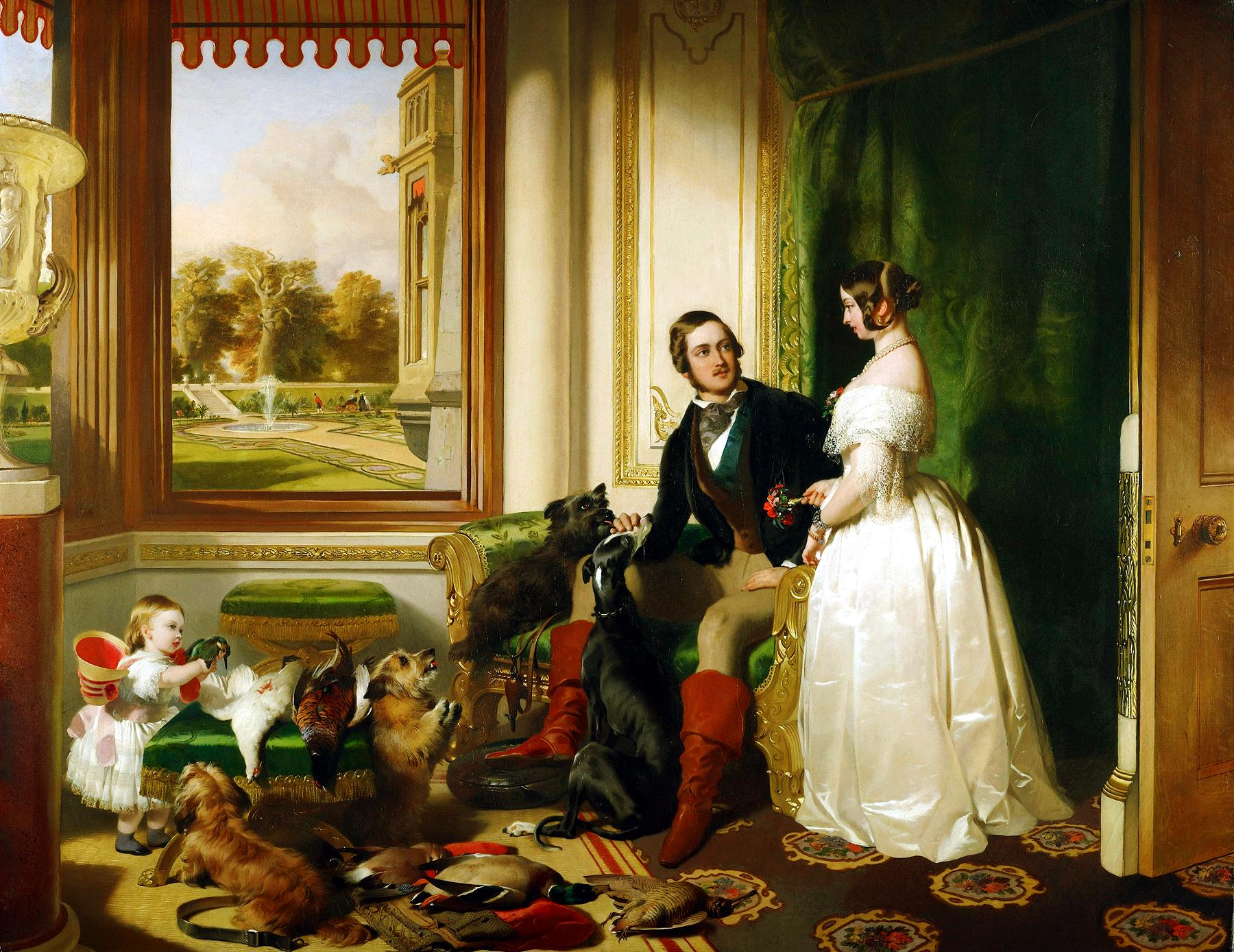
『ウィンザー宮近況』（1841年 - 1843年）
エドウィン・ランドシーア

- トマス・ゲインズバラ - 絵画30点以上、「ディアナとアクタイオン」をモチーフとした、ゲンズバラには珍しい神話絵画もある
- ウィリアム・ホガース - 絵画3点
- ジョン・ホップナー - 絵画7点
- ゴドフリー・ネラー - 絵画15点
- エドウィン・ランドシーア - 絵画・ドローイング100点
- トーマス・ローレンス - 絵画50点
- ピーター・レリー - 絵画20点
- ジョシュア・レノルズ - 絵画20点以上
- ジョージ・スタッブス - 絵画18点

フランドル美術

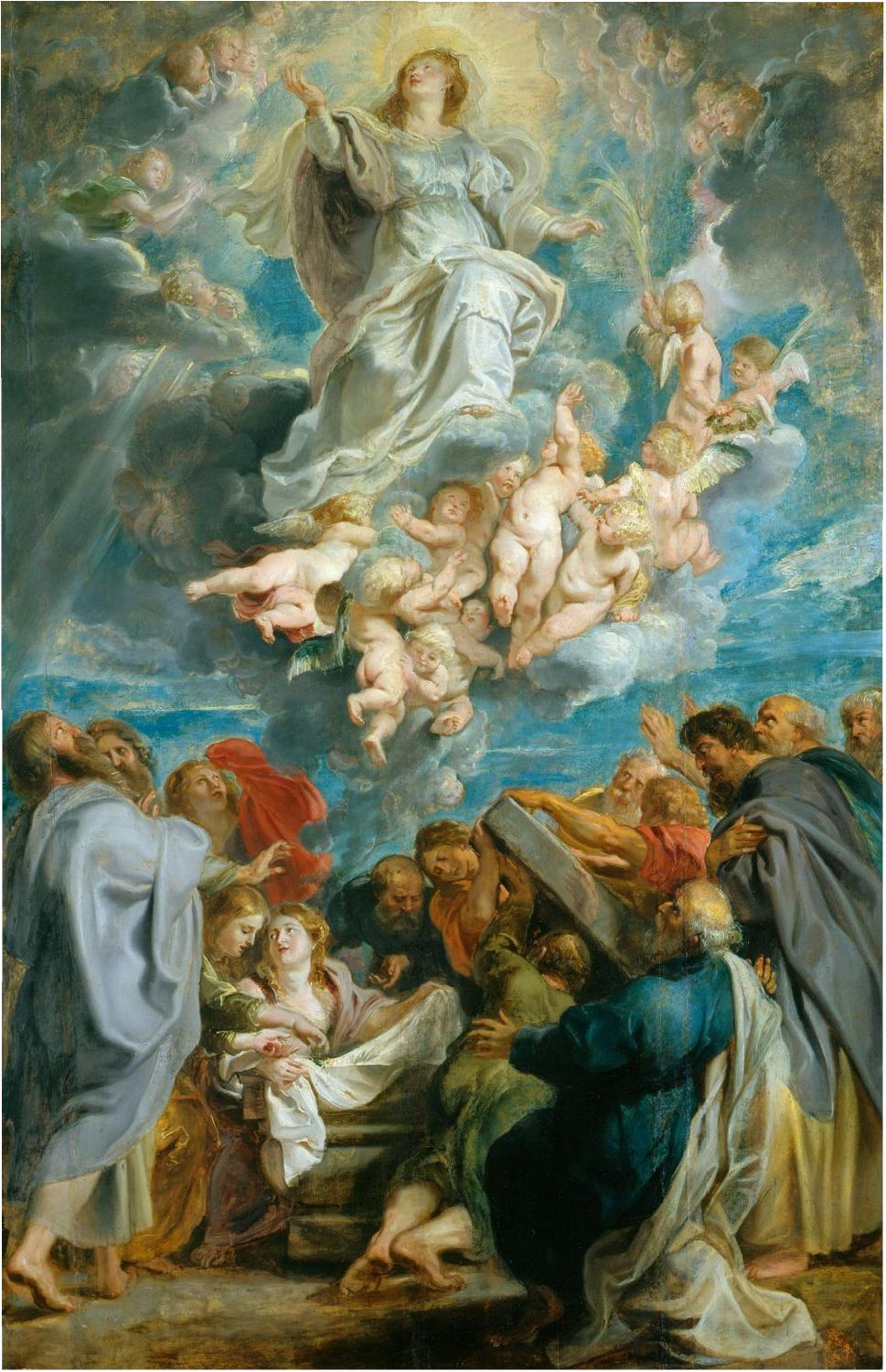
『聖母被昇天』（1662年 - 1664年頃）
ピーテル・パウル・ルーベンス

- ヤン・ブリューゲル (父) - 絵画1点
- ピーテル・ブリューゲル - 絵画1点
- フランス・フランケン2世 - 絵画1点
- マークス・ヘラート - 絵画1点
- ヤン・ホッサールト - 絵画1点
- クエンティン・マサイス - 絵画1点
- ハンス・メムリンク - 絵画1点
- ピーテル・パウル・ルーベンス - 絵画13点、ドローイング5点
- ダフィット・テニールス (子) - 絵画27点
- アンソニー・ヴァン・ダイク - 絵画26点

フランス美術
- フランソワ・クルーエ - 絵画3点
- ガスパール・デュゲ - 絵画3点
- クロード・ロラン - 絵画5点

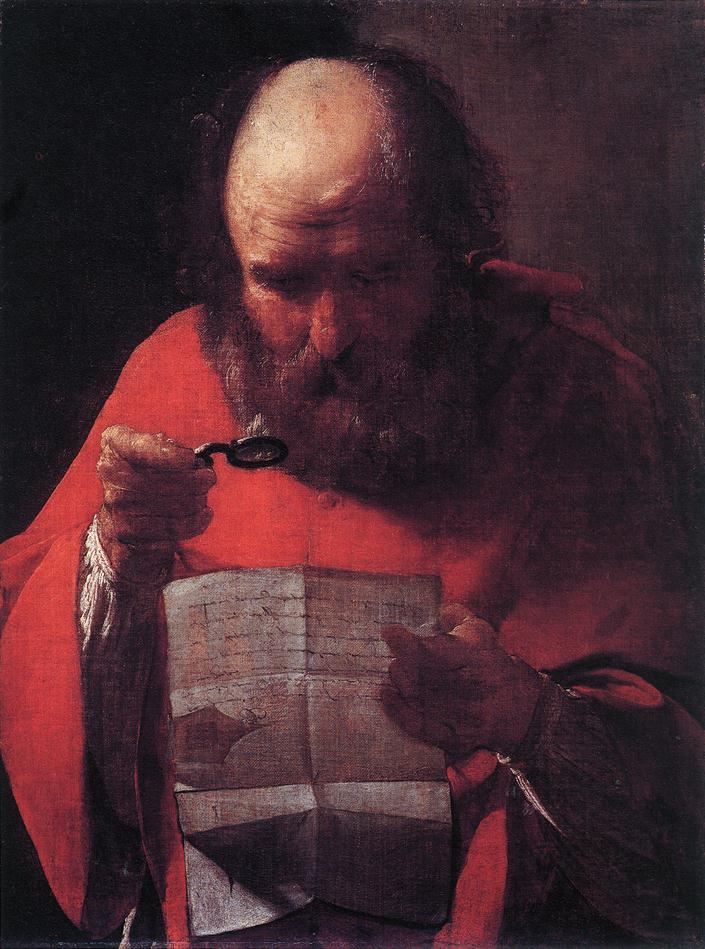
『手紙を読む聖ヒエロニムス』（1621年 - 1623年）
ジョルジュ・ド・ラ・トゥール

- ジャン＝エティエンヌ・リオタール - 絵画16点
- クロード・モネ - 絵画1点
- ニコラ・プッサン - ドローイングの一大コレクション
- ジョルジュ・ド・ラ・トゥール - 絵画1点

ドイツ美術
- アルブレヒト・デューラー - 絵画1点

『我に触れるな (Noli me tangere)』（1532年 - 1533年頃）
ハンス・ホルバイン

- ハンス・ホルバイン - 絵画7点、ドローイング80点、彩色写本5点
- ルーカス・クラナッハ - 絵画4点
- フランツ・ヴィンターハルター - 絵画120点、ドローイング・水彩画20点
- ヨハン・ゾファニー - 絵画17点

イタリア美術
- アレッサンドロ・アローリ - 絵画1点
- フラ・アンジェリコ - 絵画1点
- ヤコポ・バッサーノ - 絵画4点
- ジョヴァンニ・ベリーニ - 絵画1点

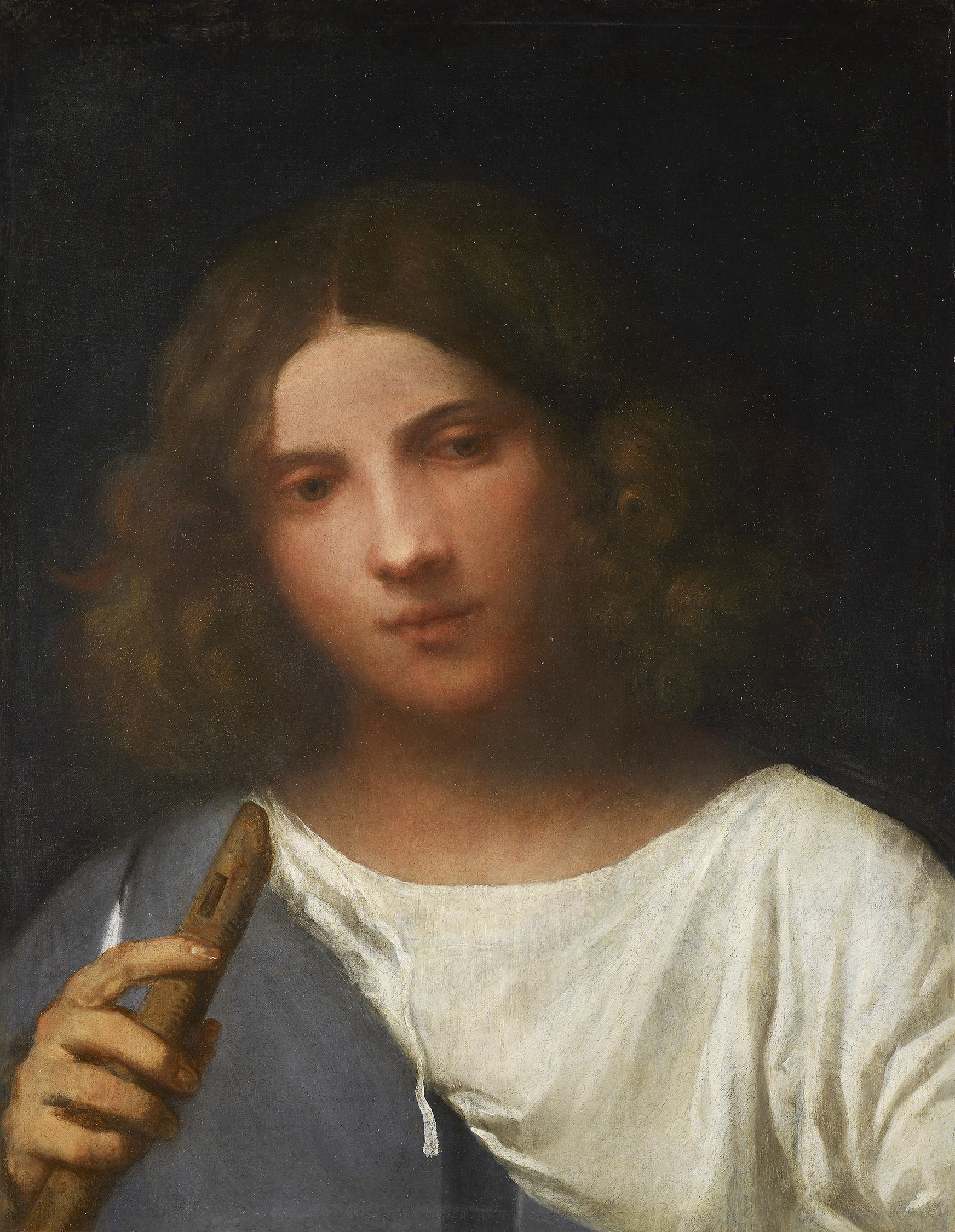
『笛を持つ少年』（1508年頃）
ティツィアーノ・ヴェチェッリオ帰属。以前はジョルジョーネの作品と考えられていた。

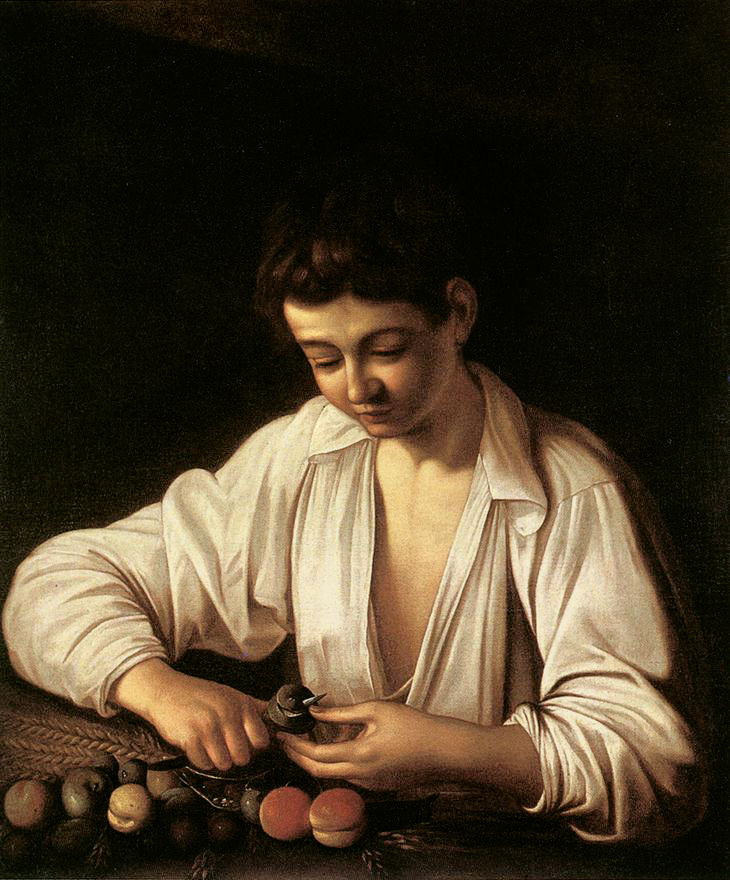
『果物の皮を剥く少年』（1593年）
カラヴァッジョ

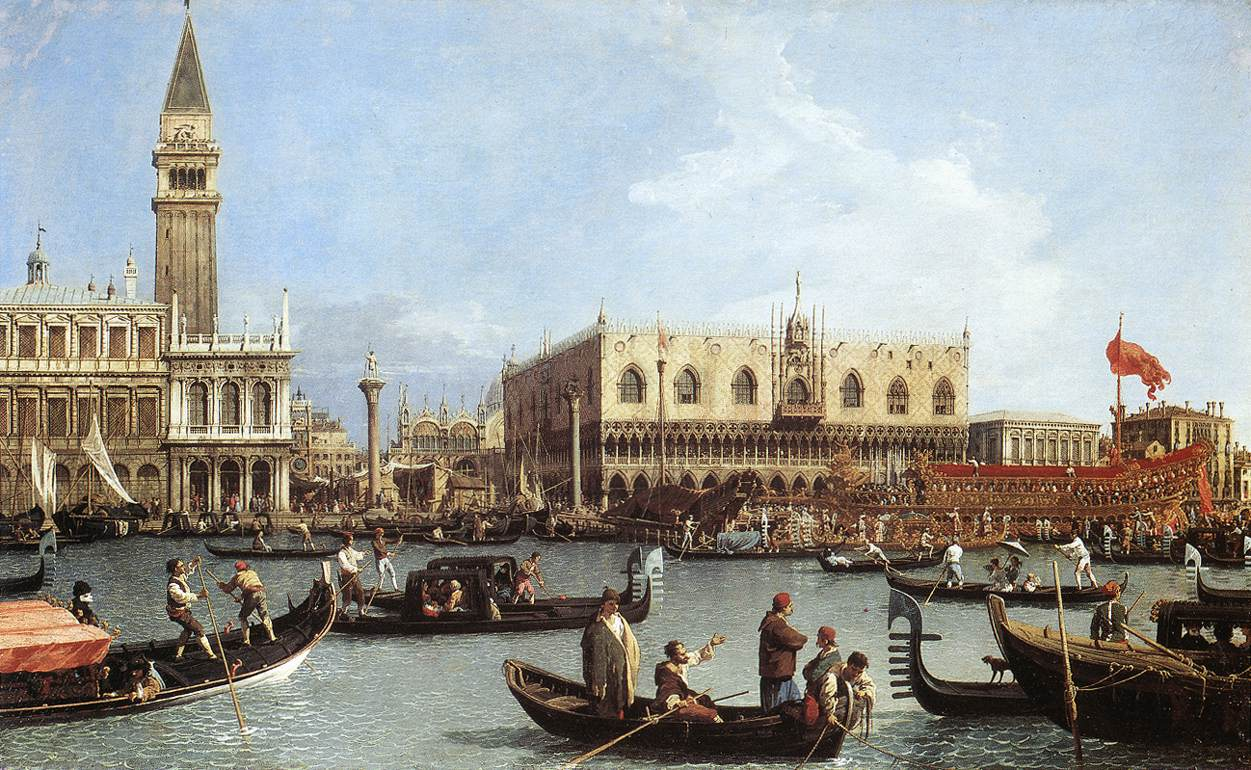
『キリスト昇天祭のブチントーロの帰還』（1732年）
カナレット

- ジャン・ロレンツォ・ベルニーニ - ドローイング50点
- フランチェスコ・ボッロミーニ - ドローイング100点
- アーニョロ・ブロンズィーノ - 絵画1点
- カナレット - 絵画50点以上、ドローイング140点で、カナレットのコレクションとしては世界最大
- ルカ・カルレヴァリス - 絵画4点
- カラヴァッジョ - 絵画2点
- アゴスティーノ・カラッチ、 アンニーバレ・カラッチ、ルドヴィコ・カラッチ - 絵画5点、ドローイング350点以上
- ポリドーロ・ダ・カラヴァッジオ - 絵画9点
- ジョヴァンニ・ベネデット・カスティリオーネ - ドローイング260点
- コレッジョ - 絵画2点
- ベルナルド・ダッディ - 絵画1点
- ドメニキーノ - 絵画1点、ドローイング1,700点（アルバム34冊）、一人の芸術家の作品数としてはロイヤル・コレクション中最大
- ドゥッチョ - 絵画1点
- ジェンティーレ・ダ・ファブリアーノ - 絵画1
- ドメニコ・フェッティ - 絵画5点
- ラファエリーノ・デル・ガルボ - 絵画1点
- ラッタンツィオ・ガンバーラ - 絵画8点
- ルカ・ジョルダーノ - 絵画12点
- ジョルジョーネ - 絵画1点
- グエルチーノ - 絵画1点、ドローイング400点、弟子によるドローイング200点、その他作品200 点
- レオナルド・ダ・ヴィンチ - ドローイング600点、レオナルドのドローイングに関する世界最大のコレクション
- ピエトロ・ロンギ - 絵画2点
- ロレンツォ・ロット - 絵画1点
- アンドレア・マンテーニャ - 絵画9点（『カエサルの凱旋』（en:Triumphs of Caesar）の連作）
- ミケランジェロ - ドローイング20点
- パルミジャニーノ - 絵画2点、ドローイング30点
- ペルジーノ - 絵画1点
- フランチェスコ・ペセリーノ - 絵画1点
- ラファエロ・サンティ - 絵画8点、ドローイング多数。このうちシスティーナ礼拝堂の装飾用タペストリーの原寸大下絵『ラファエロのカルトン』7点などが1865年以来ヴィクトリア&アルバート博物館に貸与されている
- グイド・レーニ - 絵画1点
- セバスティアーノ・リッチ - 絵画9点
- ジュリオ・ロマーノ - 絵画6点
- アンドレア・サッキ  - 絵画130点
- アンドレア・デル・サルト - 絵画2点
- ザノービ・ストロッツィ - 絵画1点
- ティントレット - 絵画5点
- ティツィアーノ - 絵画4点
- ペリーノ・デル・ヴァーガ - 絵画2点
- ジョルジョ・ヴァザーリ - 絵画1点
- パルマ・イル・ヴェッキオ - 絵画2点
- パオロ・ヴェロネーゼ - 絵画3点
- アントニオ・ヴェリーオ - 絵画1点
- フェデリコ・ツッカリ - 絵画1点
- フランチェスコ・ズッカレッリ - 絵画27点、アントニオ・ヴィゼンティーニとの共作8点

アングロアメリカ

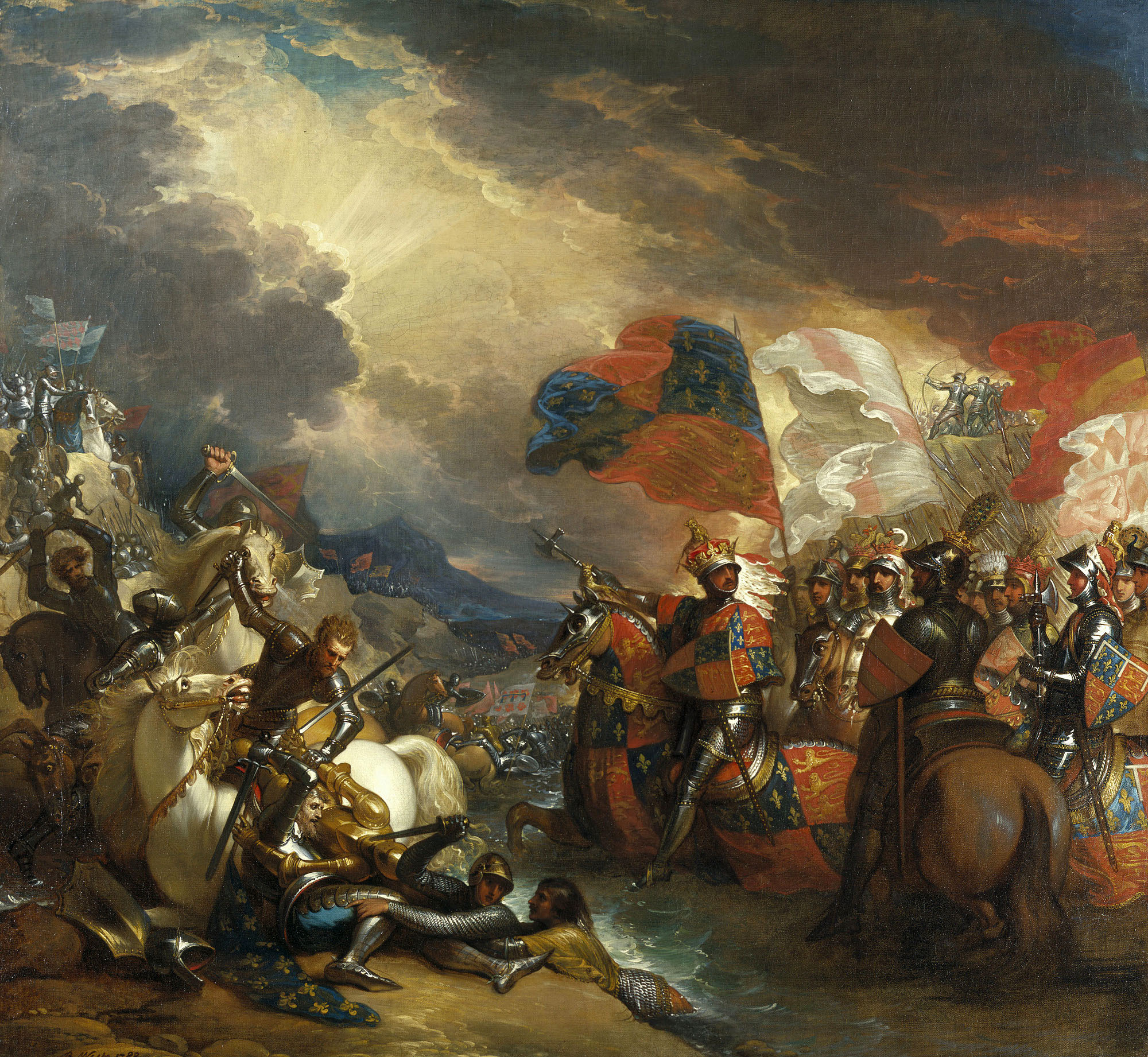
ベンジャミン・ウエスト - Edward III Crossing the Somme, 1788

オランダ絵画

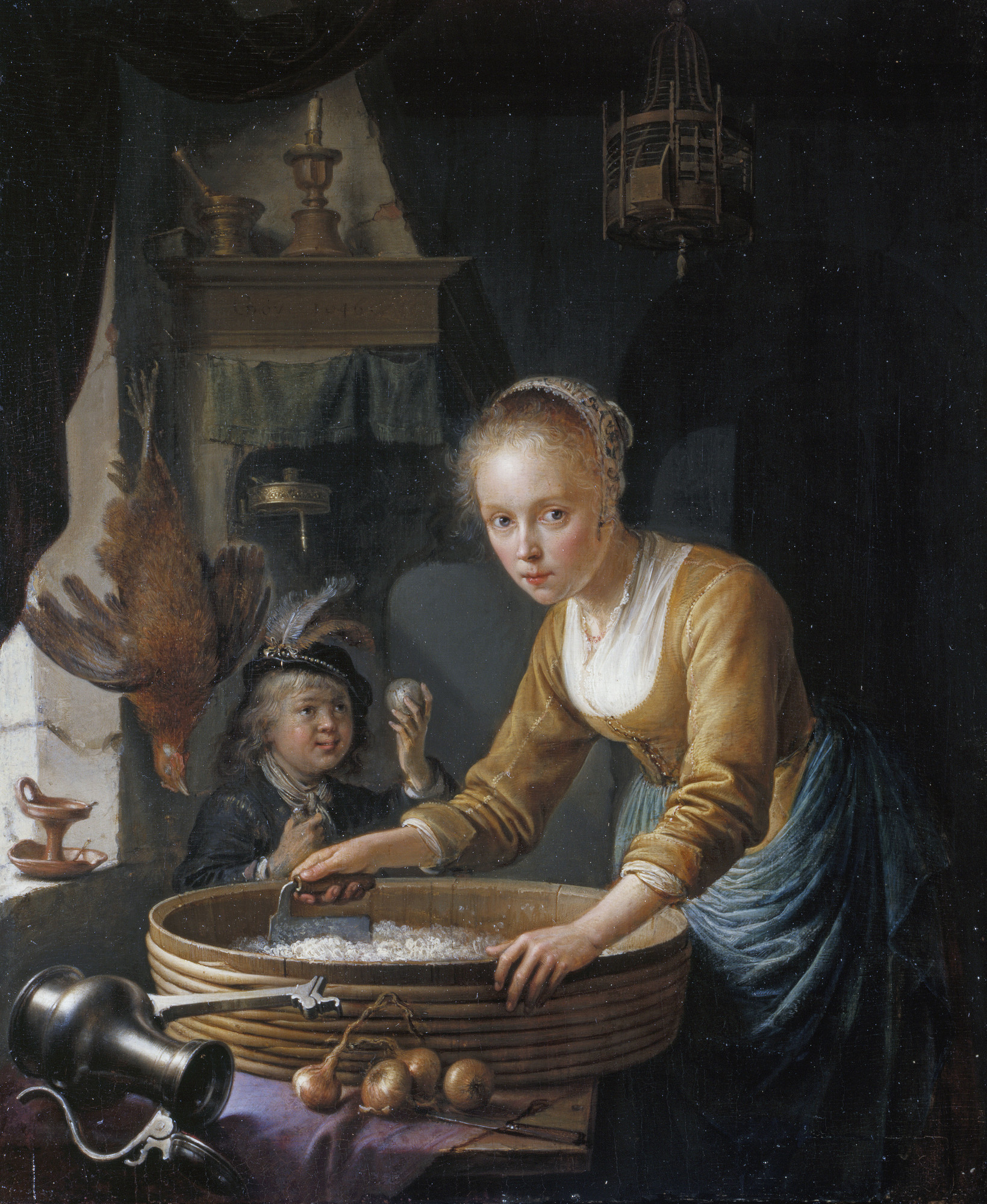
ヘラルト・ドウ - 『玉ねぎを刻む少女』, 1646
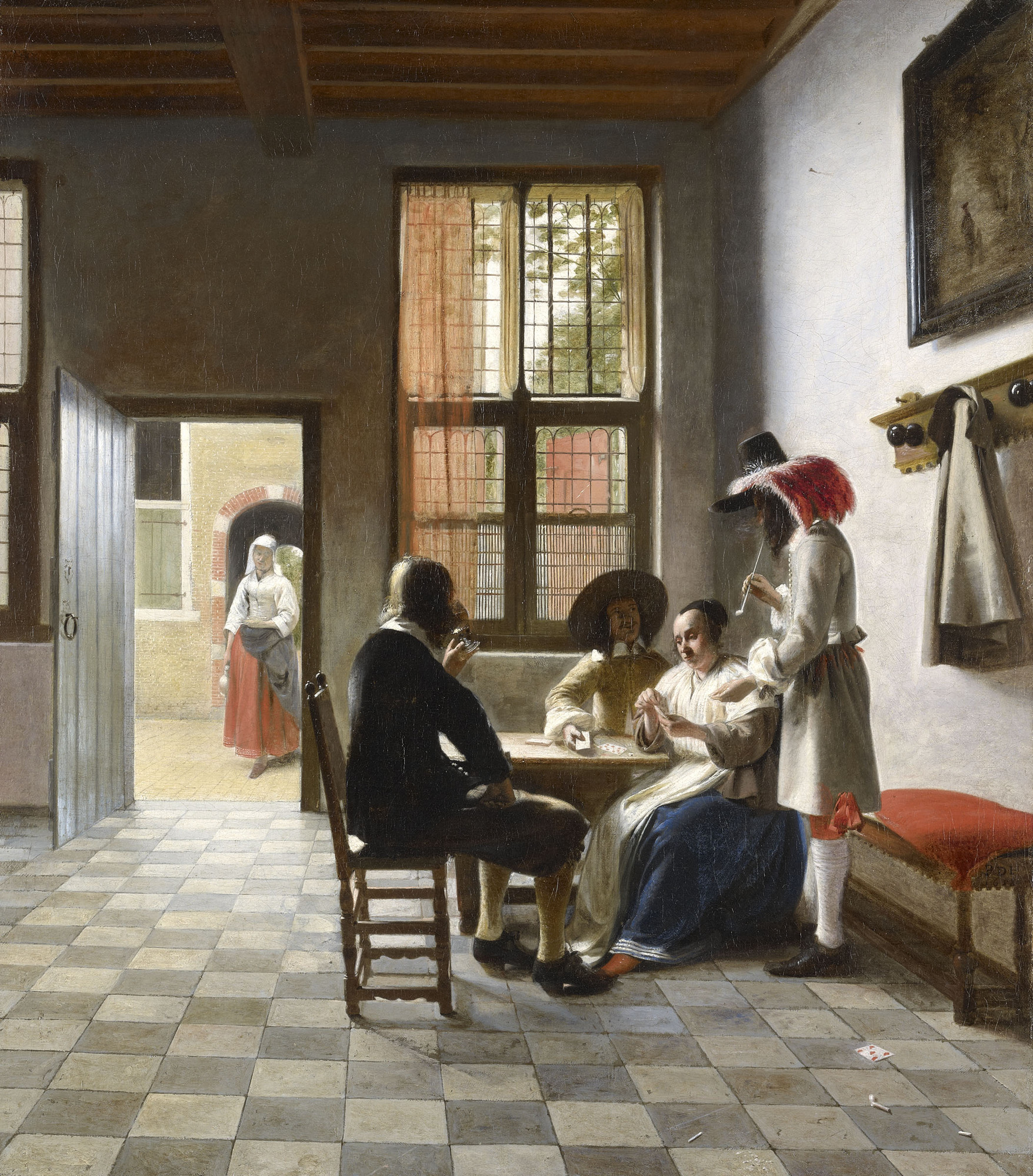
ピーテル・デ・ホーホ - 『陽の射す部屋でトランプに興じる人々』(Cardplayers in a Sunlit Room), c. 1658
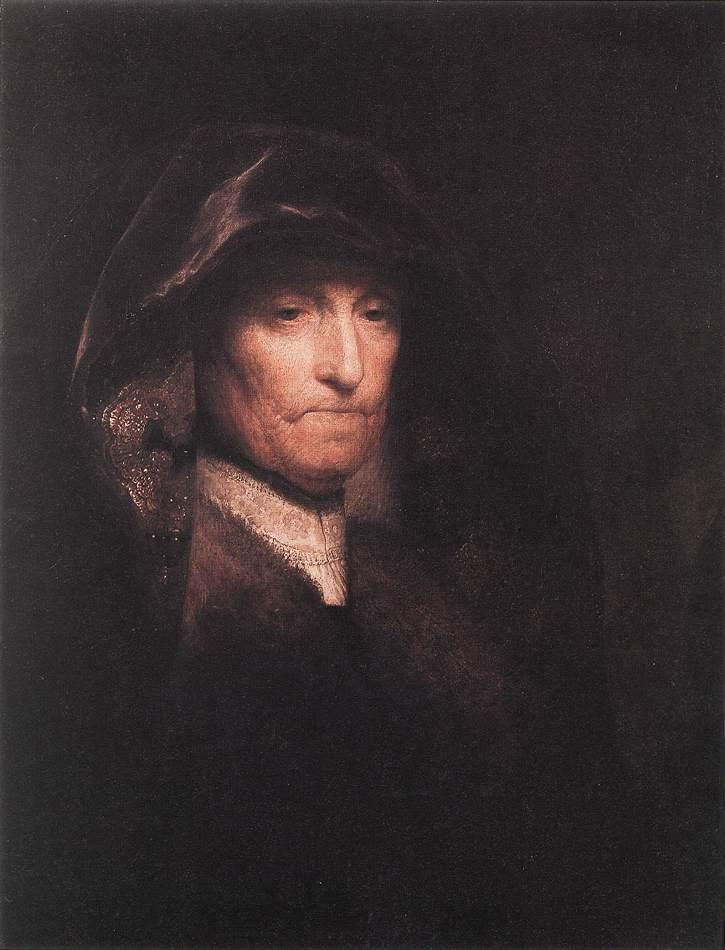
レンブラント・ファン・レイン - An old woman: ‘The Artist’s Mother’, c. 1630
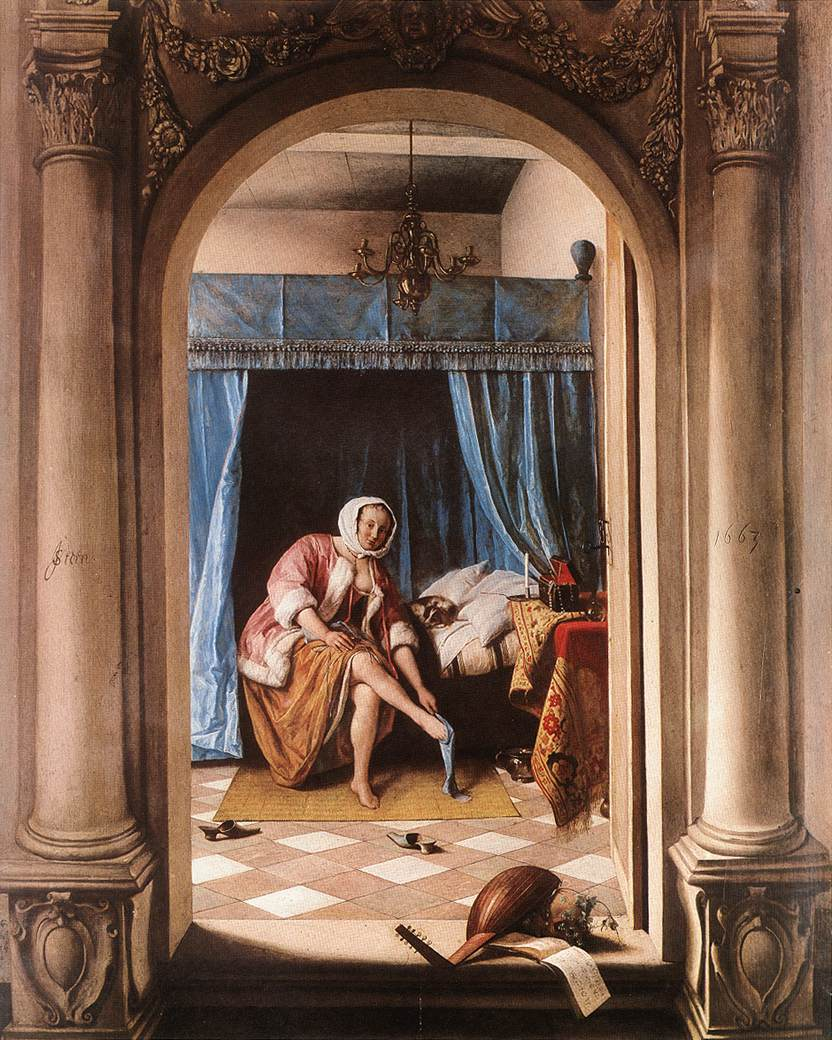
ヤン・ステーン - 『身づくろいをする女性 (1663年)

イギリス絵画

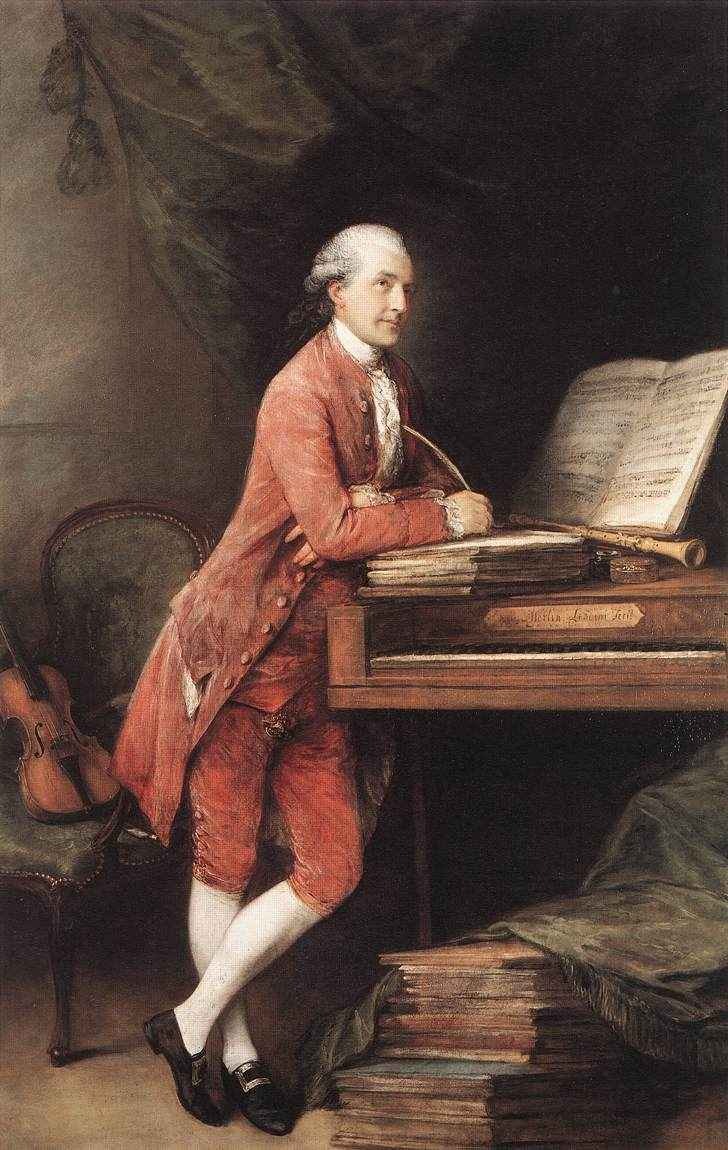
トマス・ゲインズバラ - Johann Christian Fischer (1774)
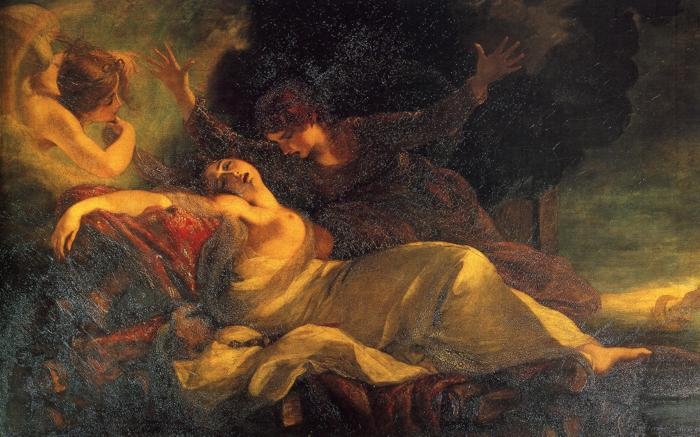
ジョシュア・レノルズ - The Death of Dido (1781)
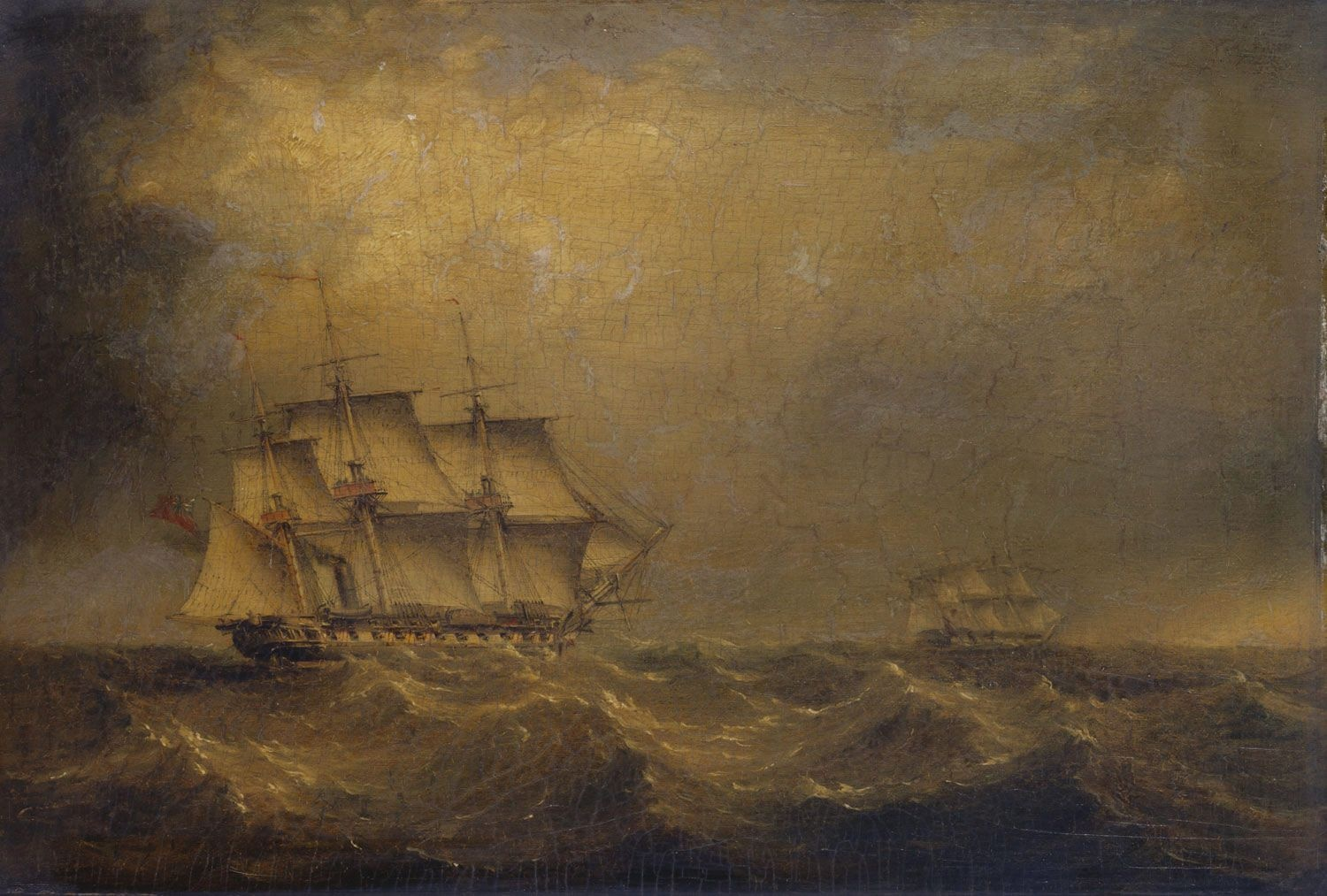
James Wilson Carmichael - The Pursuit (c.1820-1868)
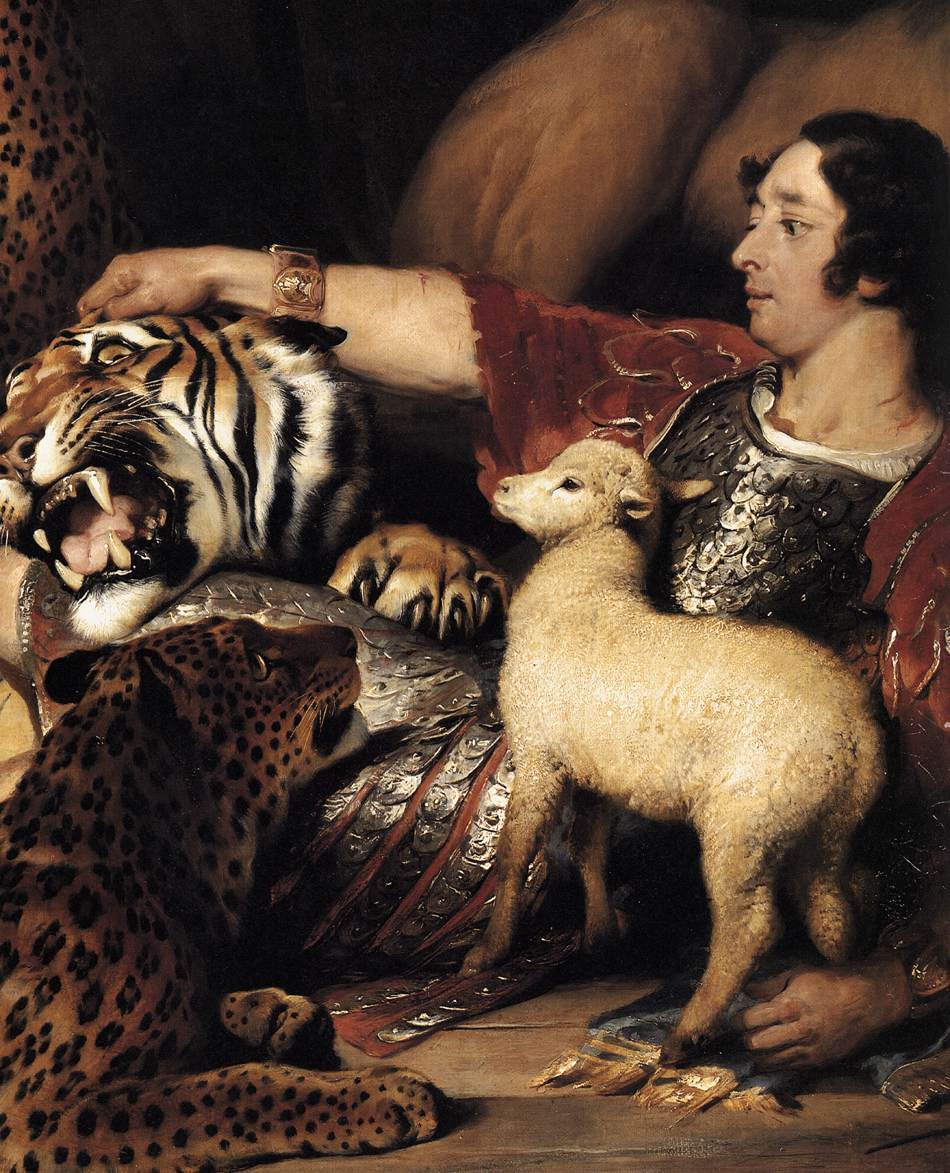
エドウィン・ランドシーア - Isaac van Amburgh and his Animals (1839)

フランドル絵画

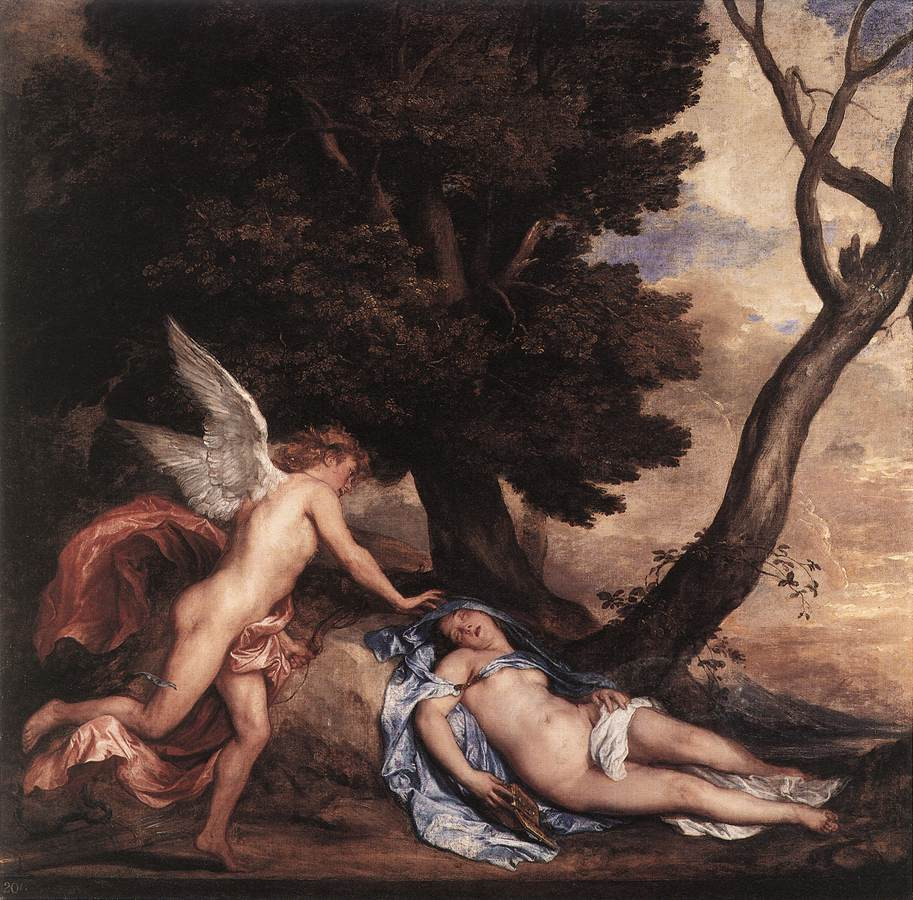
アンソニー・ヴァン・ダイク - 『キューピッドとプシュケ』(1639–40)
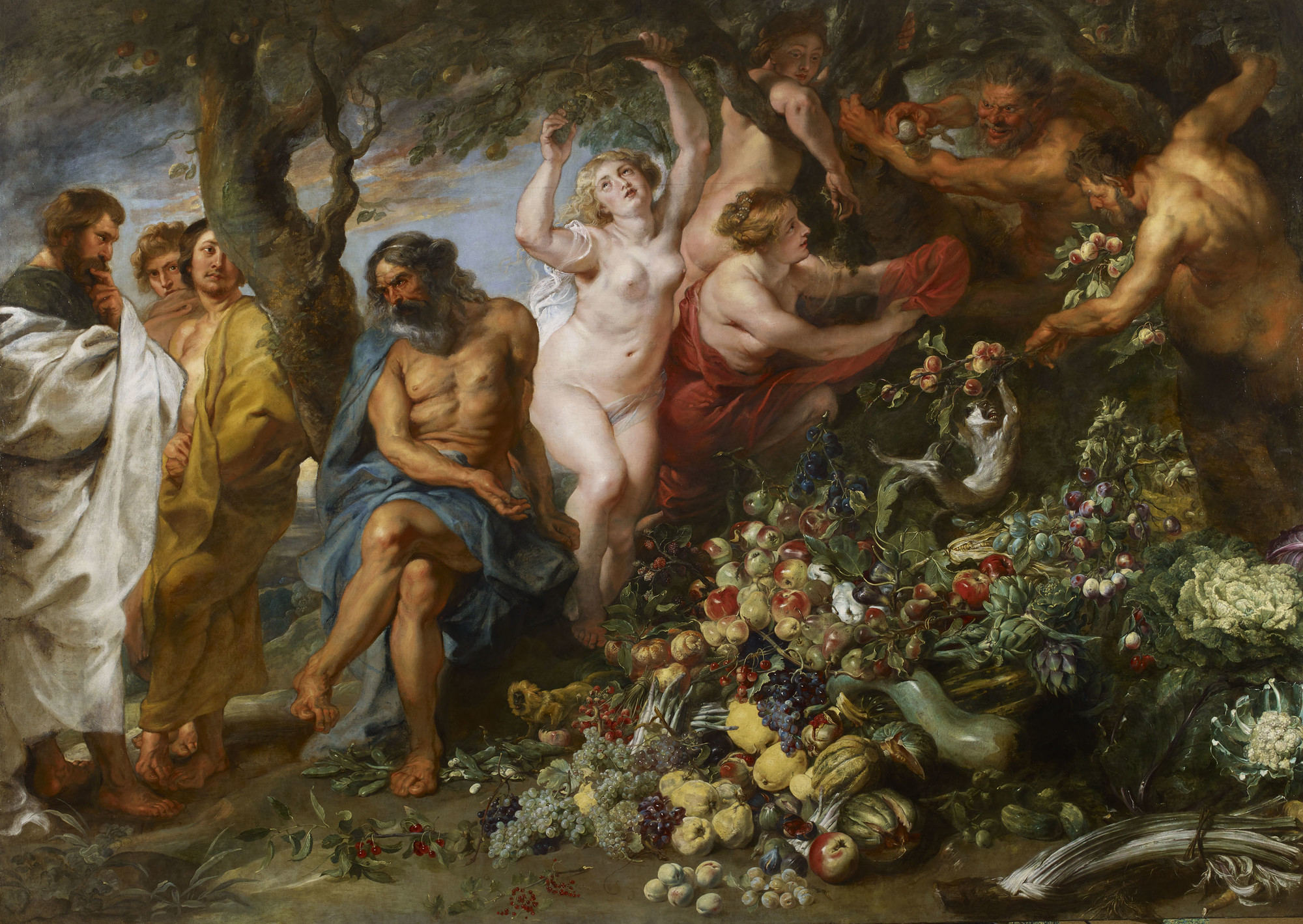
ピーテル・パウル・ルーベンス - Pythagoras advocating vegetarianism (1618–20)
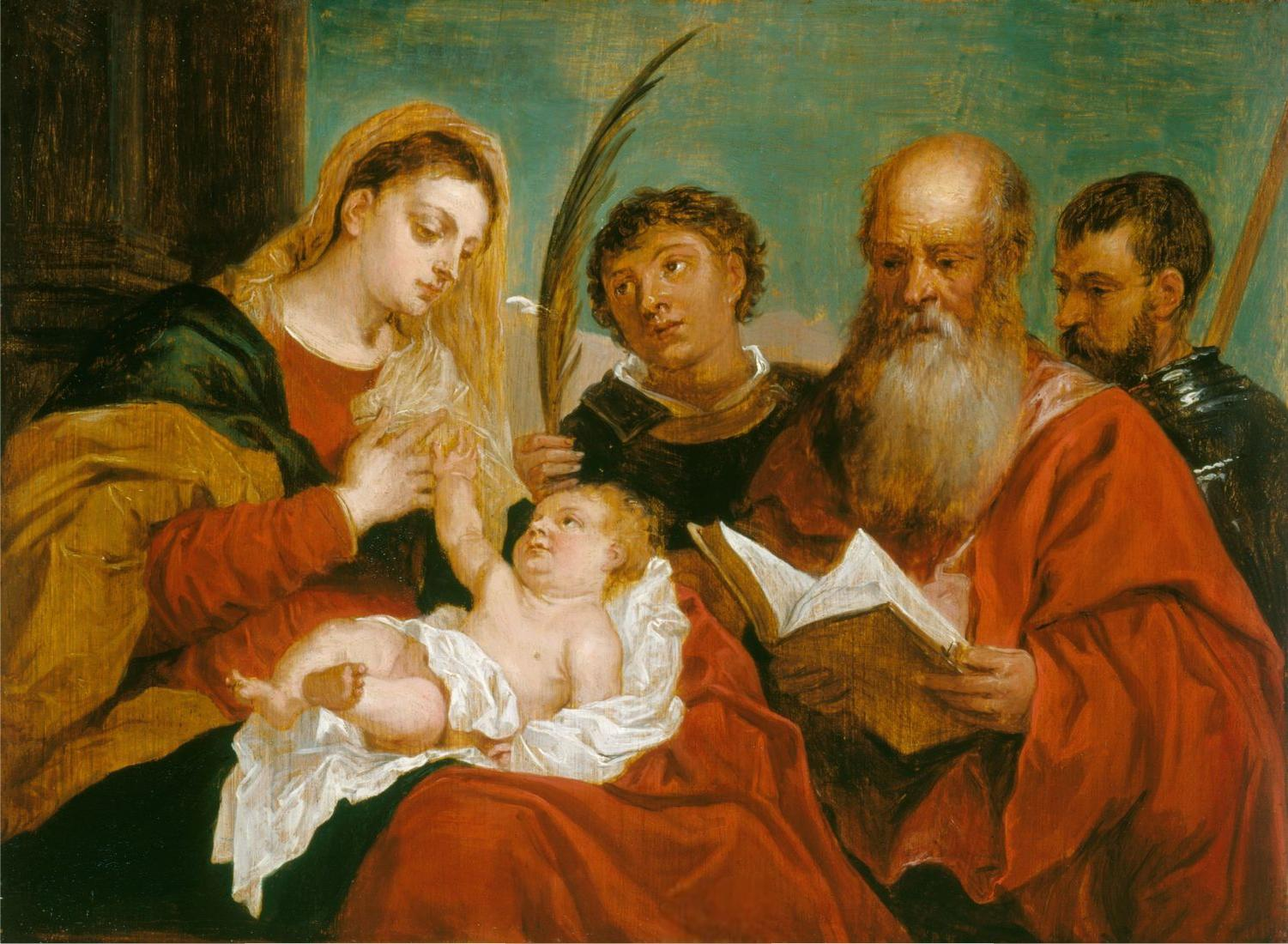
ダフィット・テニールス (子) - The Virgin and Child with Saints Stephen, Jerome and Maurice (1656)

フランス絵画

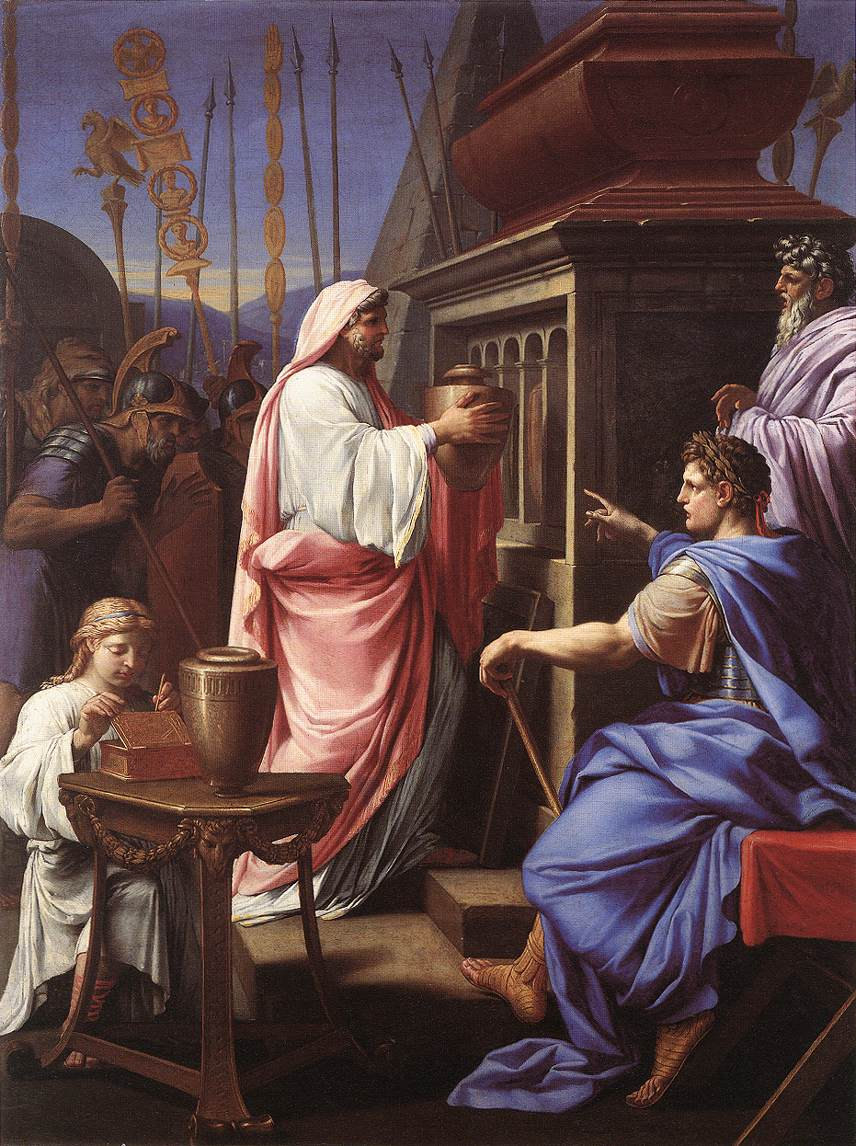
ウスタシュ・ル・シュウール - Caligula Depositing the Ashes of his Mother and Brother in the Tomb of his Ancestors (1647)
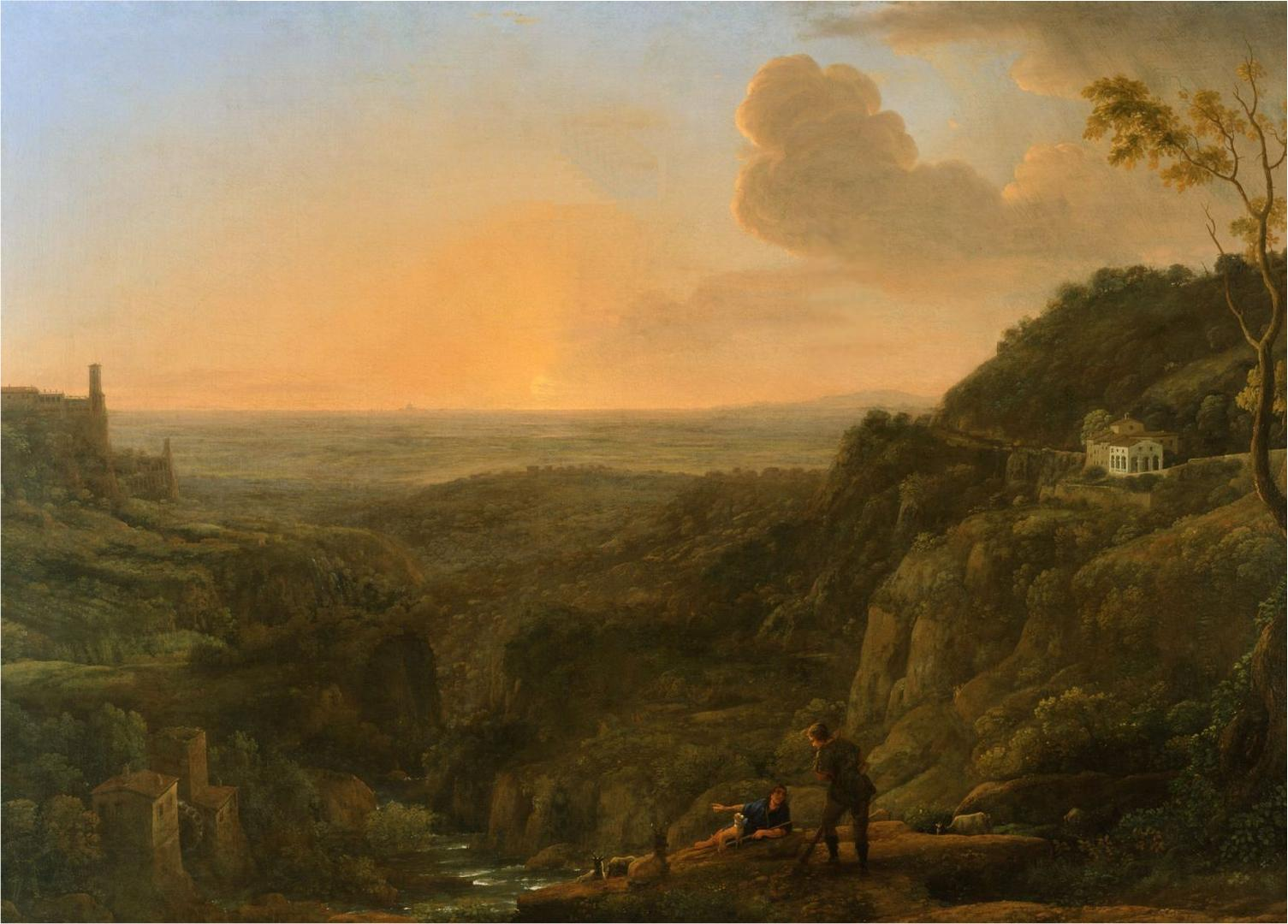
クロード・ロラン - A view of the Roman Campagna from Tivoli, evening (1644–45)

ドイツ絵画

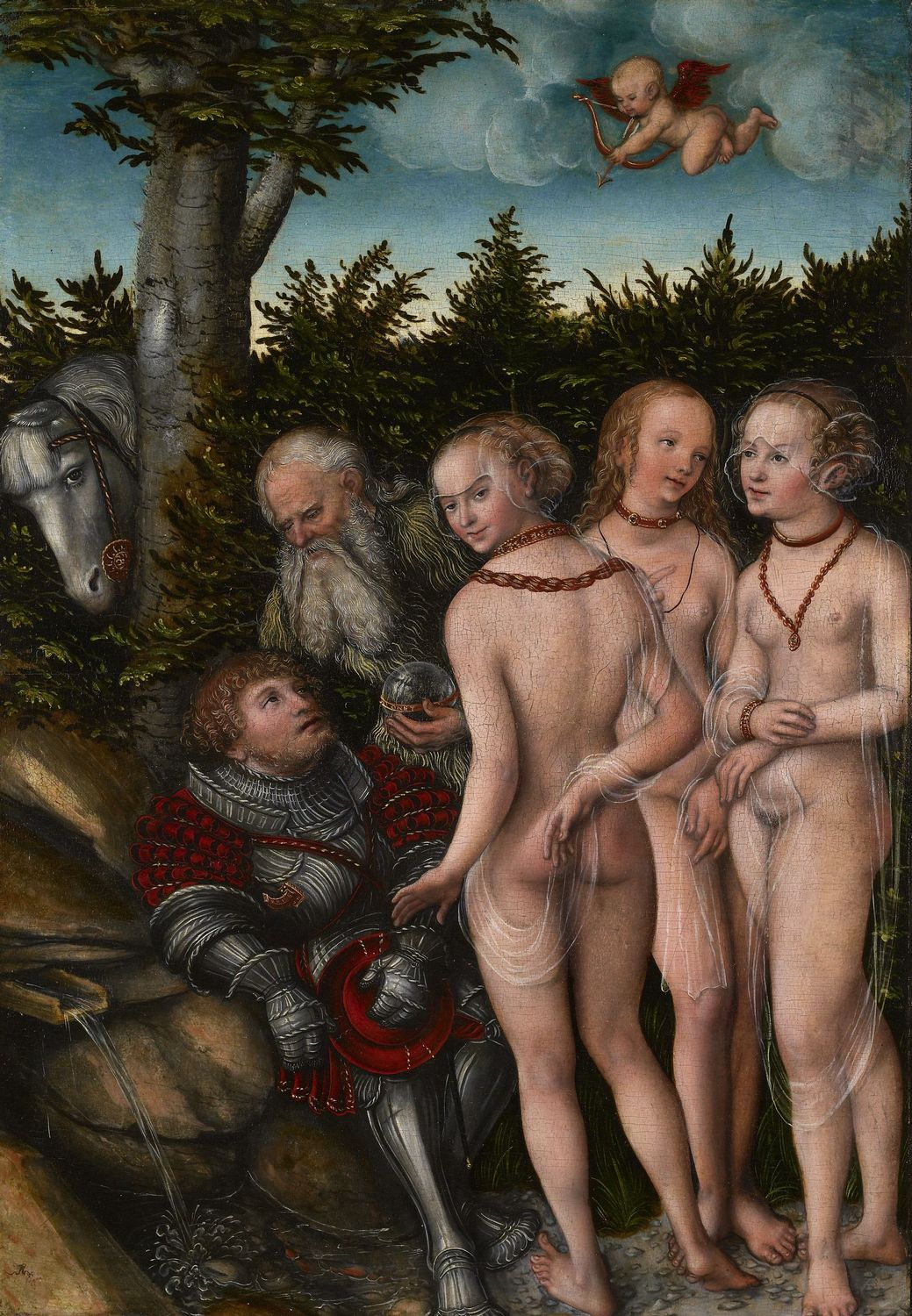
ルーカス・クラナッハ - 『パリスの審判』(1537–40)
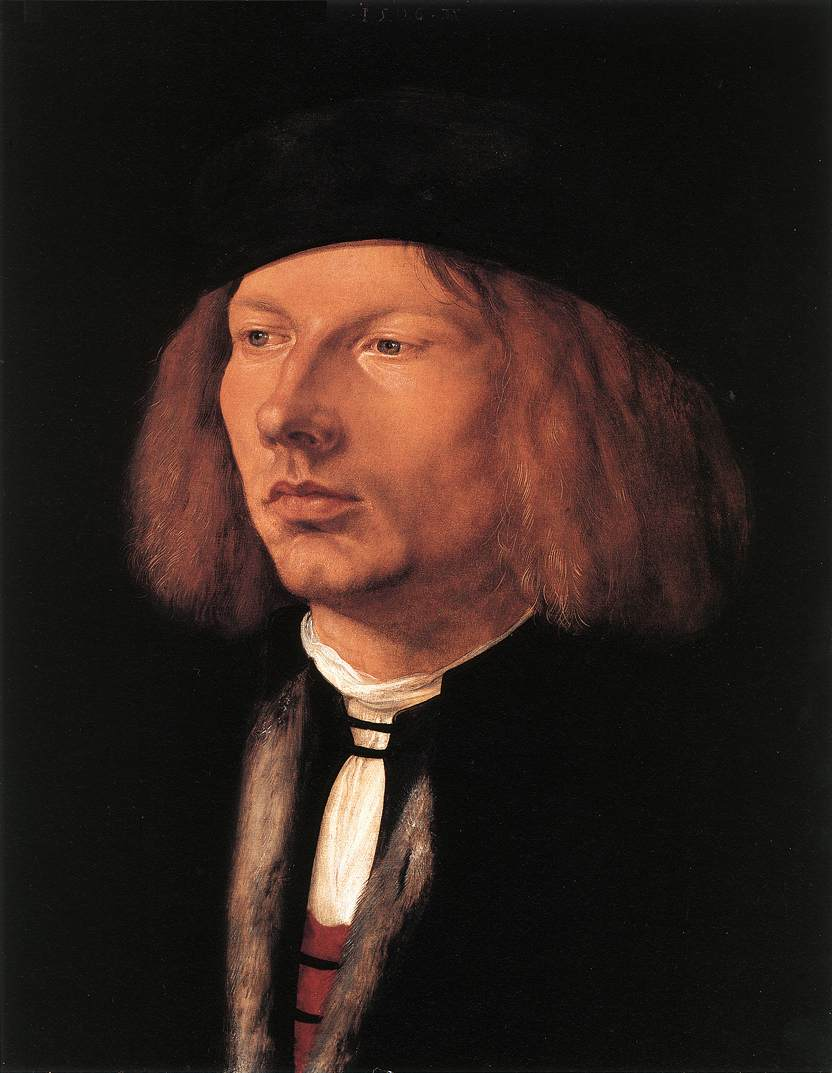
アルブレヒト・デューラー - Portrait of Burkard von Speyer (1506)
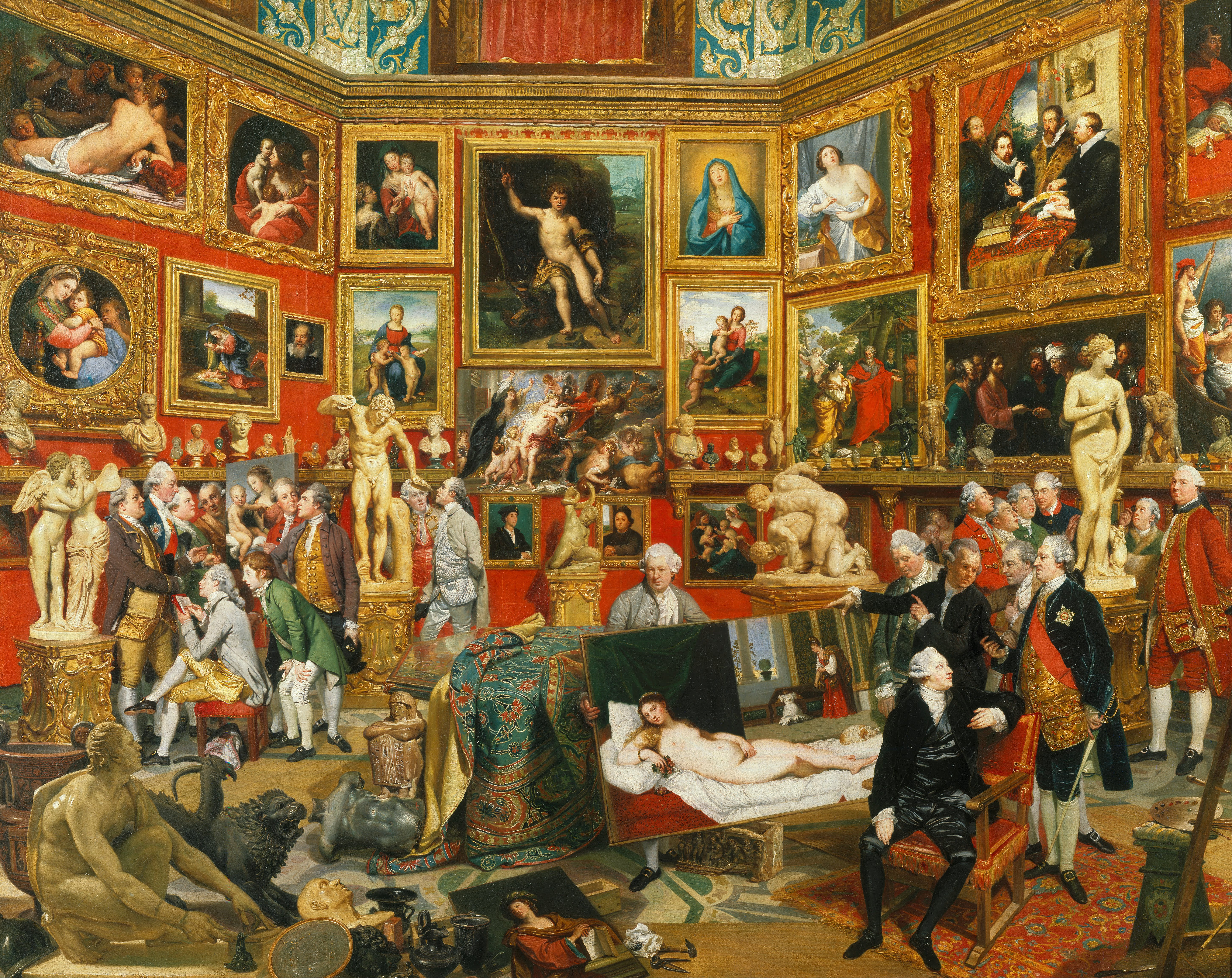
Johann Zoffany - The Tribuna of the Uffizi (1772–78)

イタリア絵画

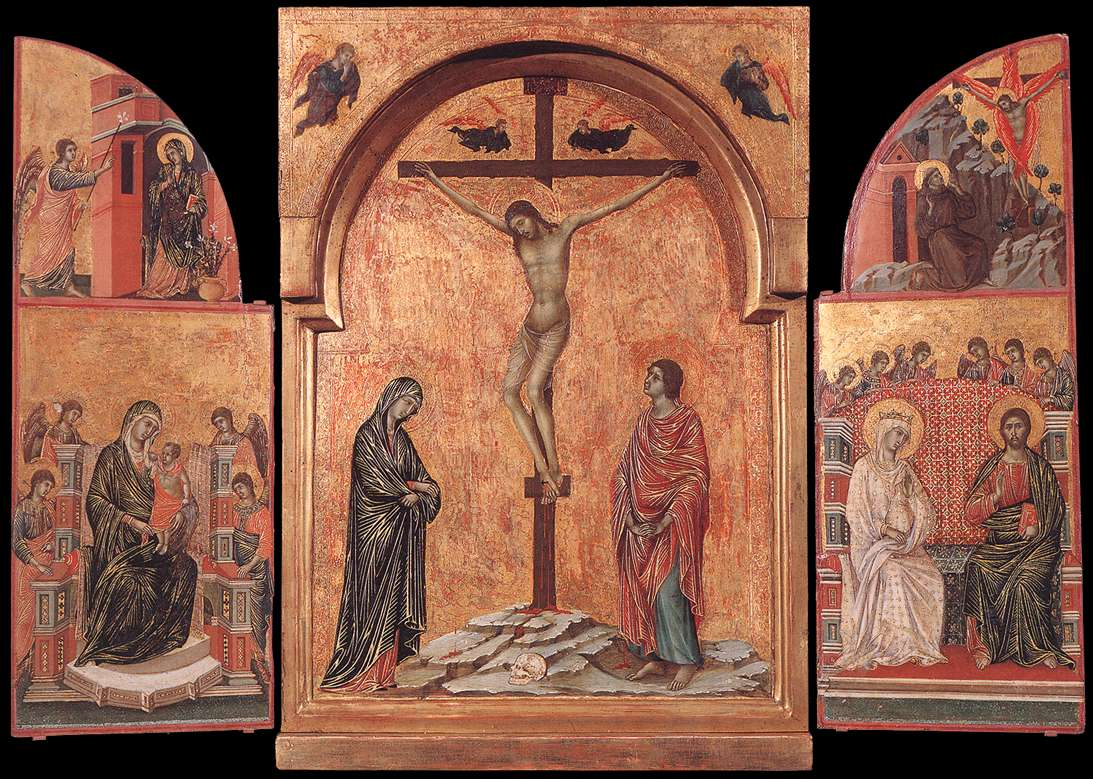
ドゥッチョ・ディ・ブオニンセーニャ - Triptych (1305–08)
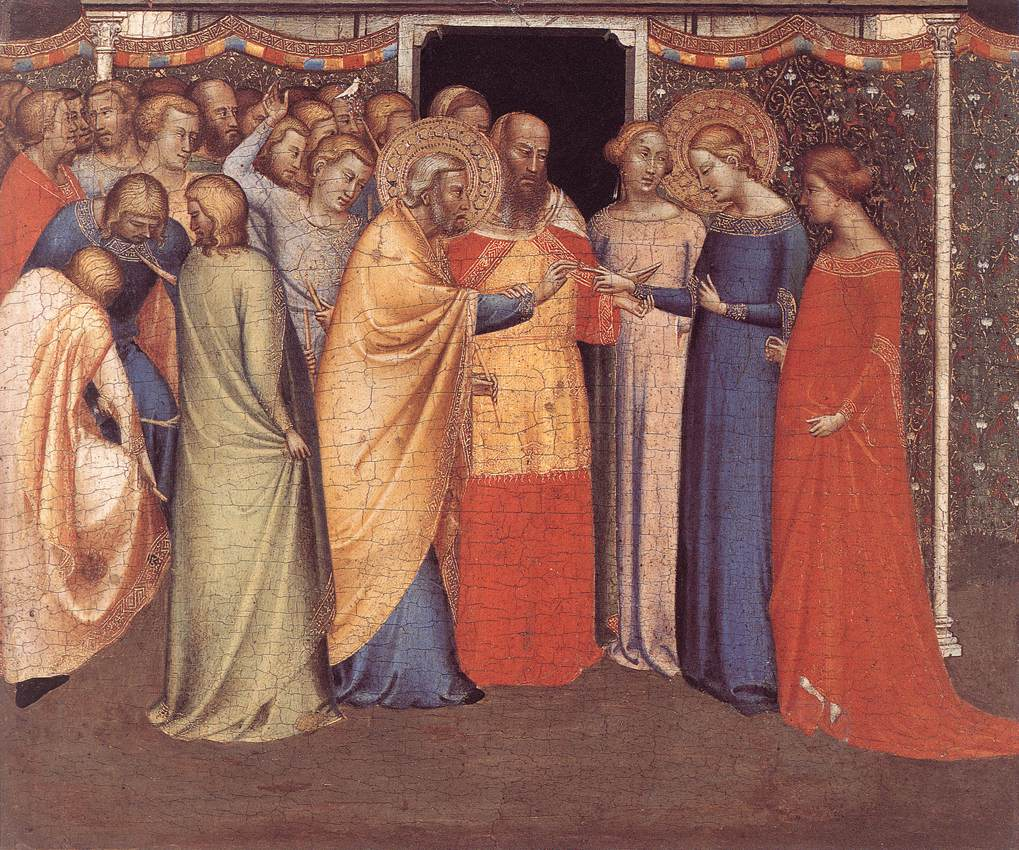
ベルナルド・ダッディ - The Marriage of the Virgin (1330–42)
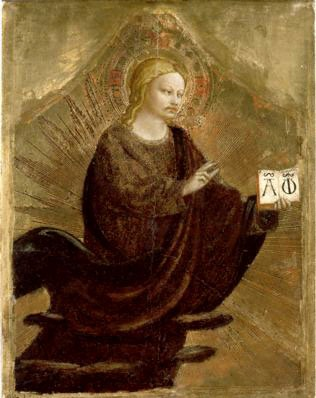
フラ・アンジェリコ - Blessing Redeemer (1423)
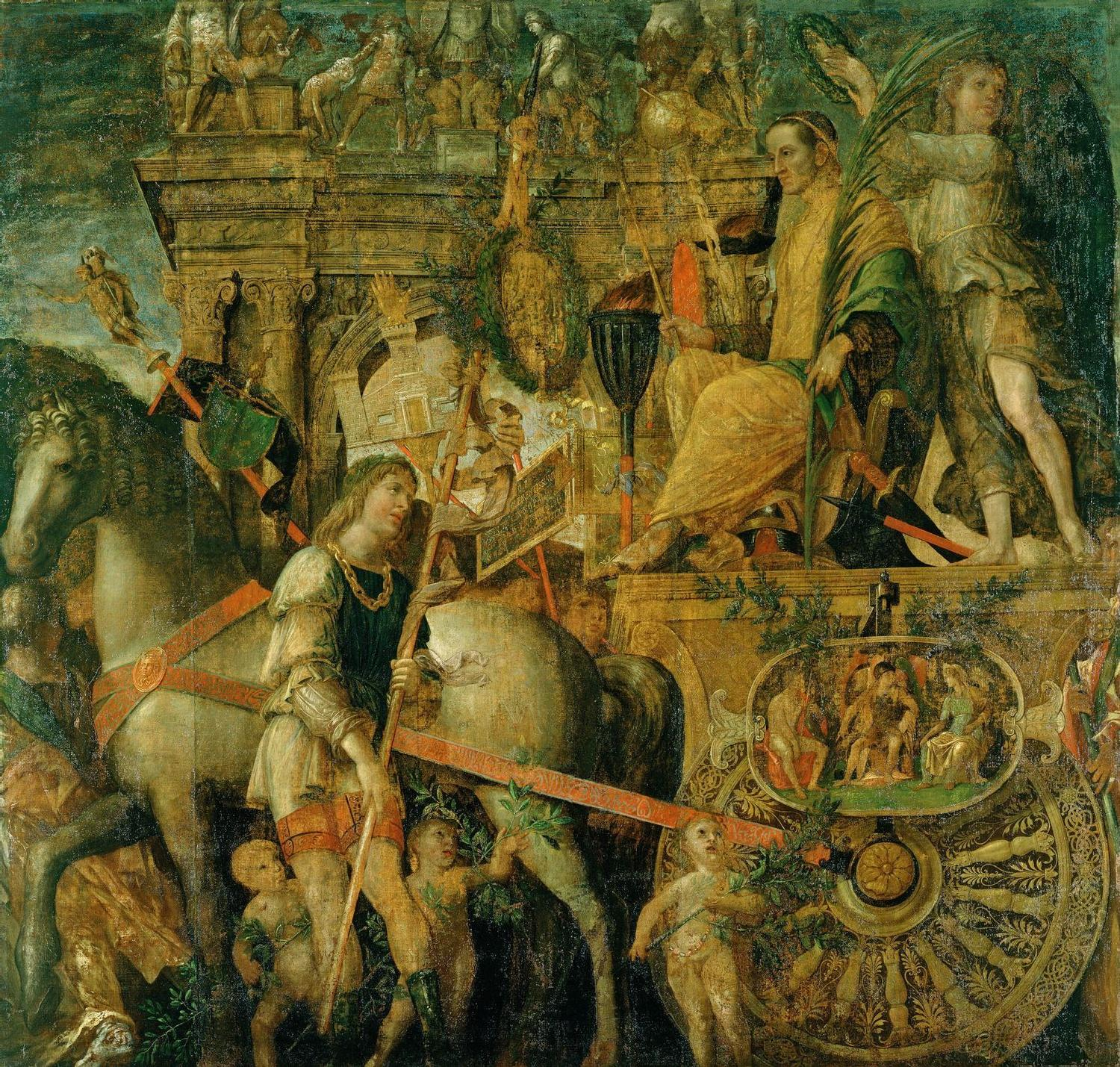
アンドレア・マンテーニャ - The Triumphs of Caesar, IX - Julius Caesar on his triumphal chariot (1484–92)
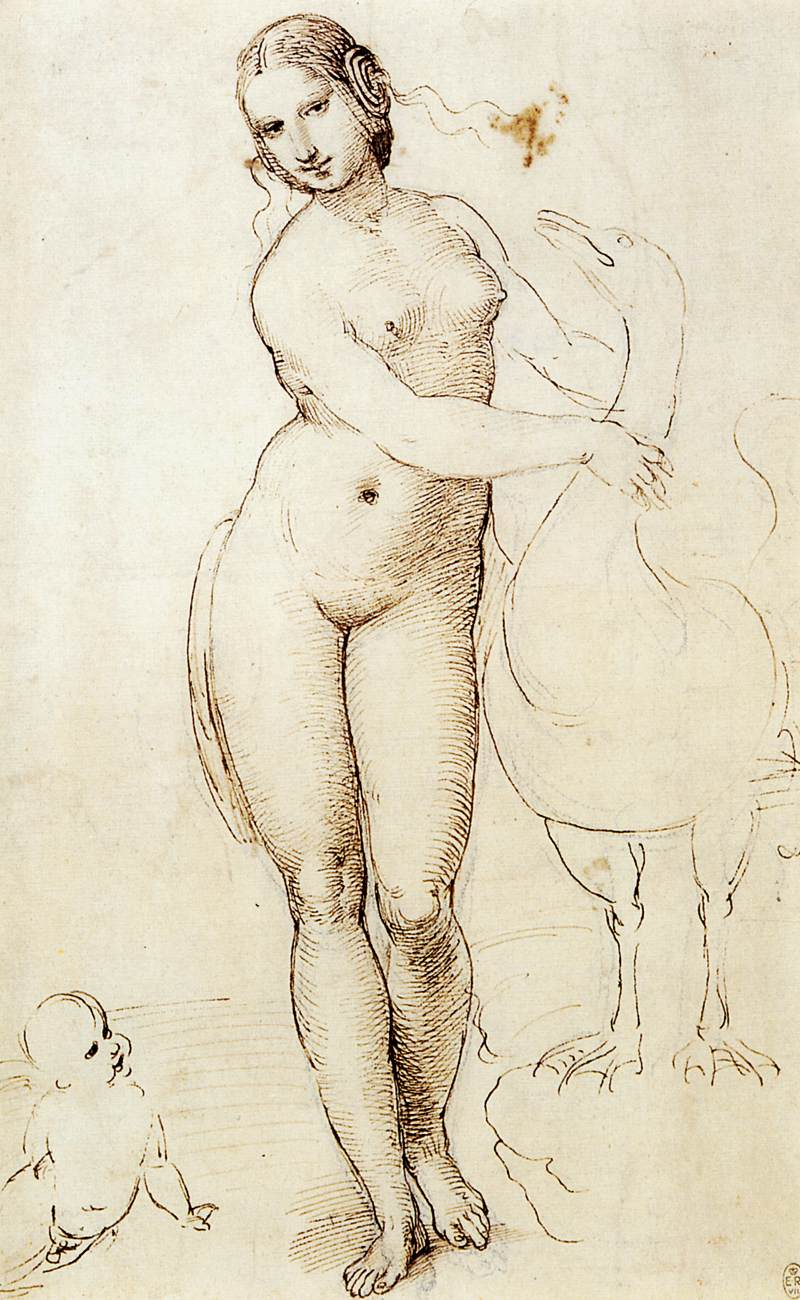
ラファエロ・サンティ - Leda and the Swan, c. 1505–07
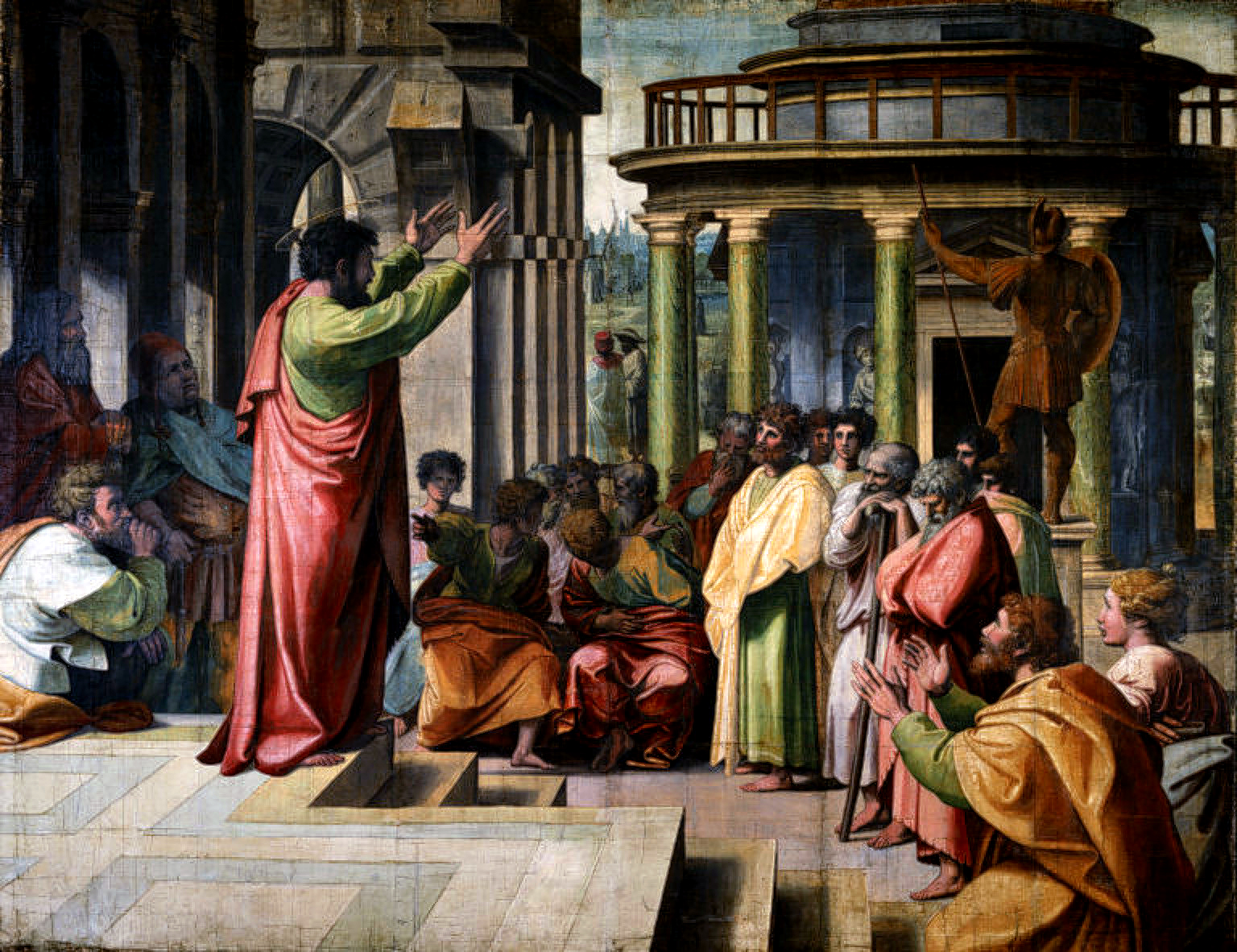
ラファエロ・サンティ - 『アテネでのパウロの説教』 (1515)
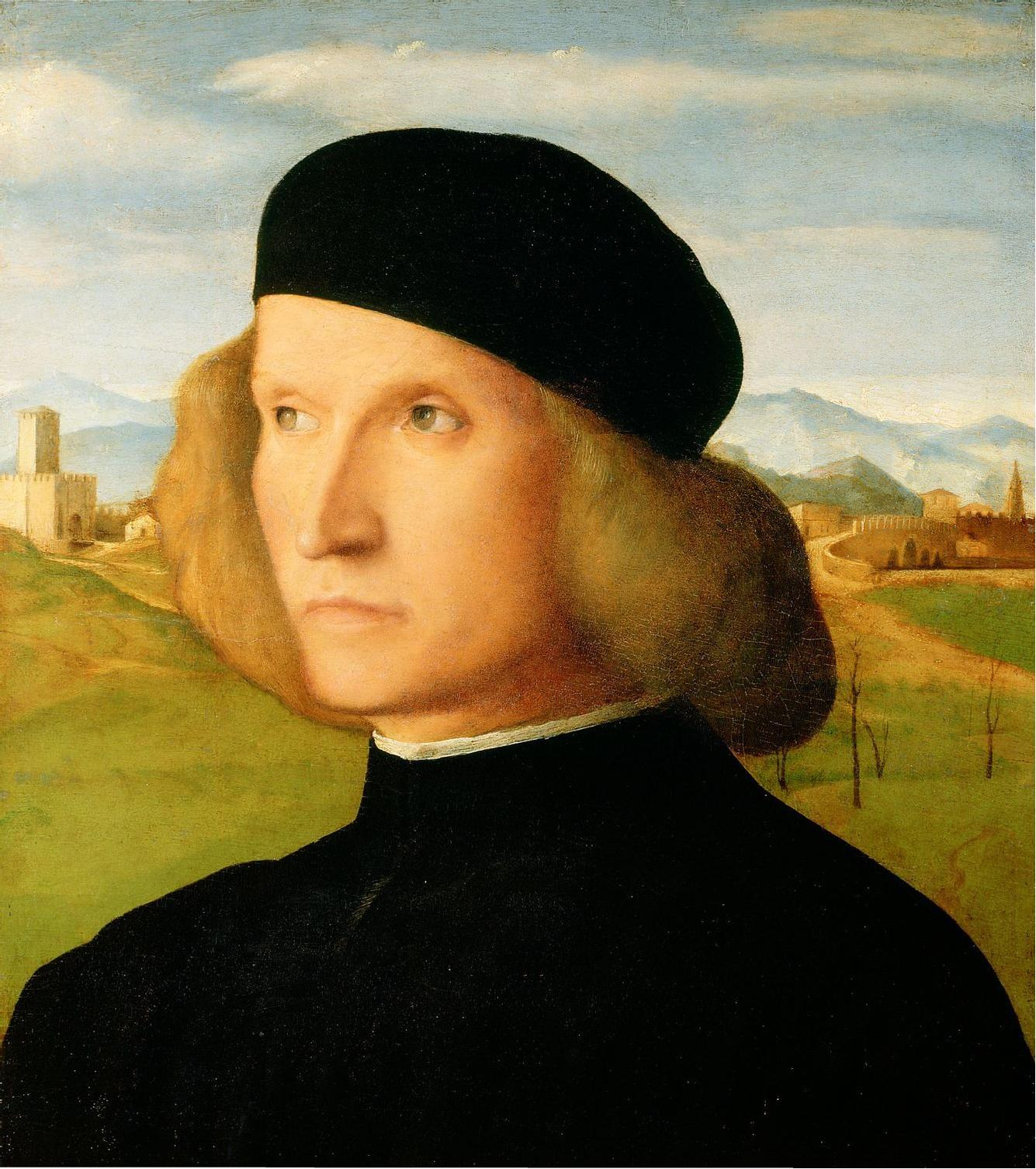
ジョヴァンニ・ベリーニ - Portrait of a young man (1505–09)
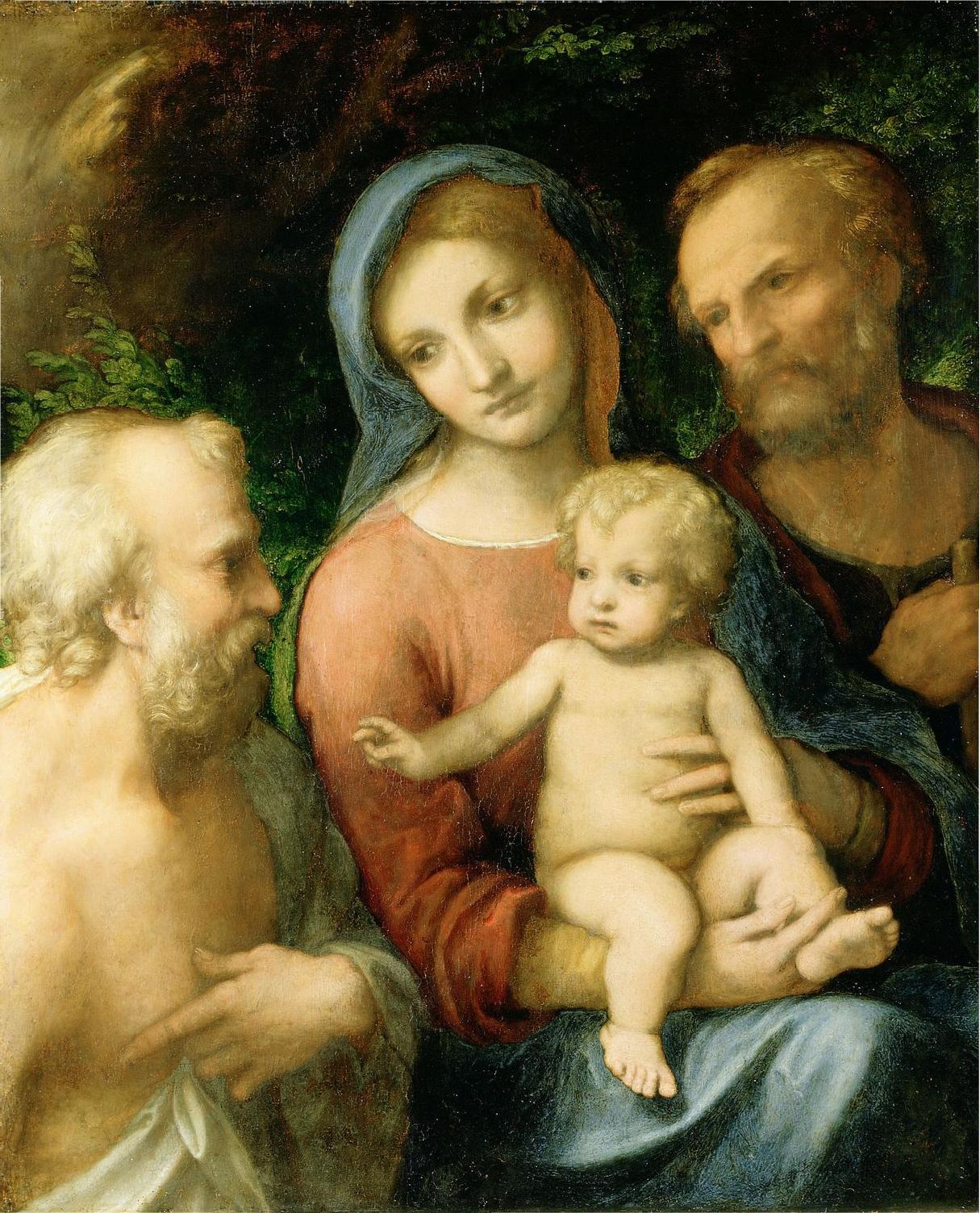
コレッジョ『聖ヒエロニムスのいる聖家族』(1517年–1519年)
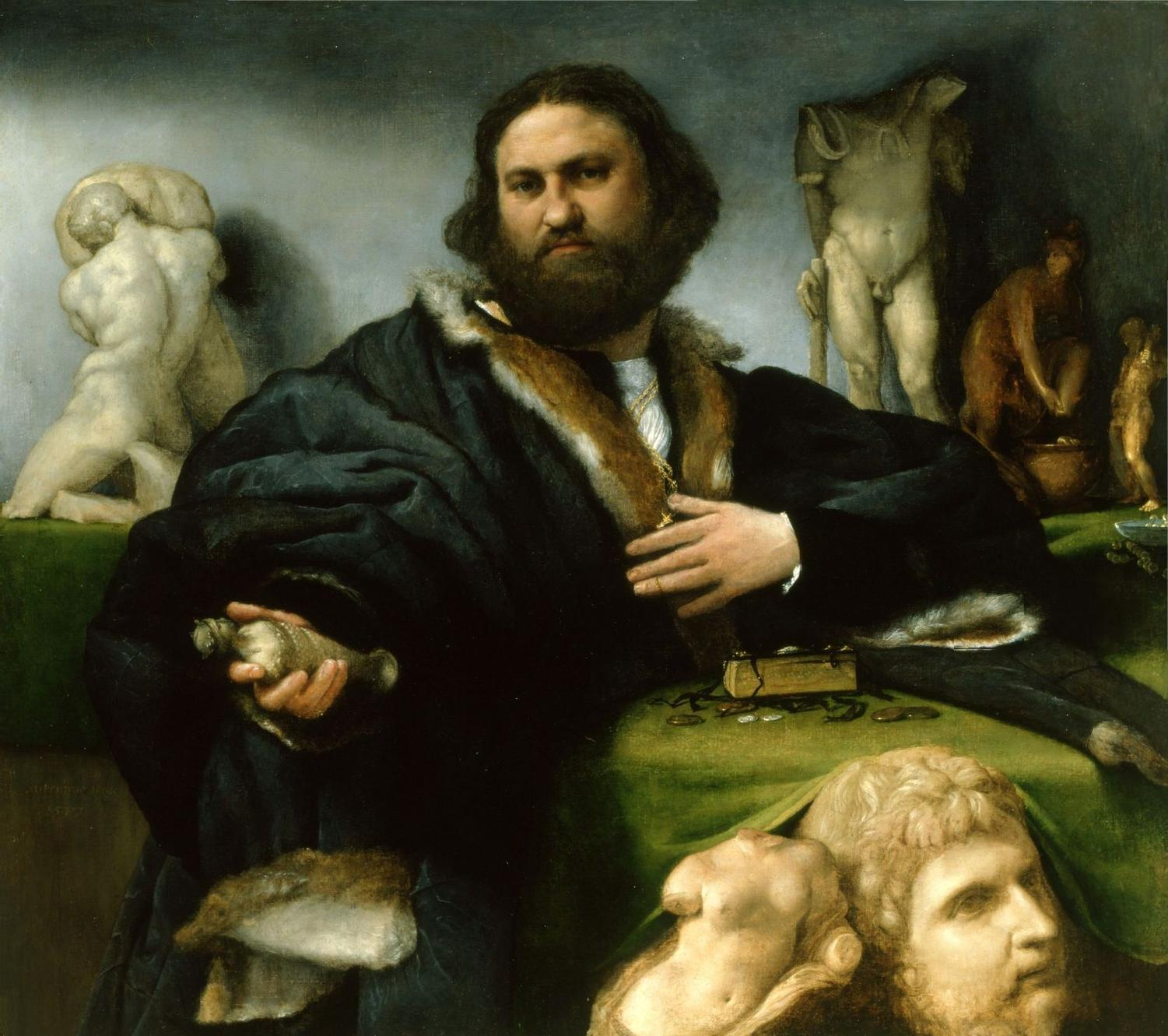
ロレンツォ・ロット - Andrea Odoni(1527)
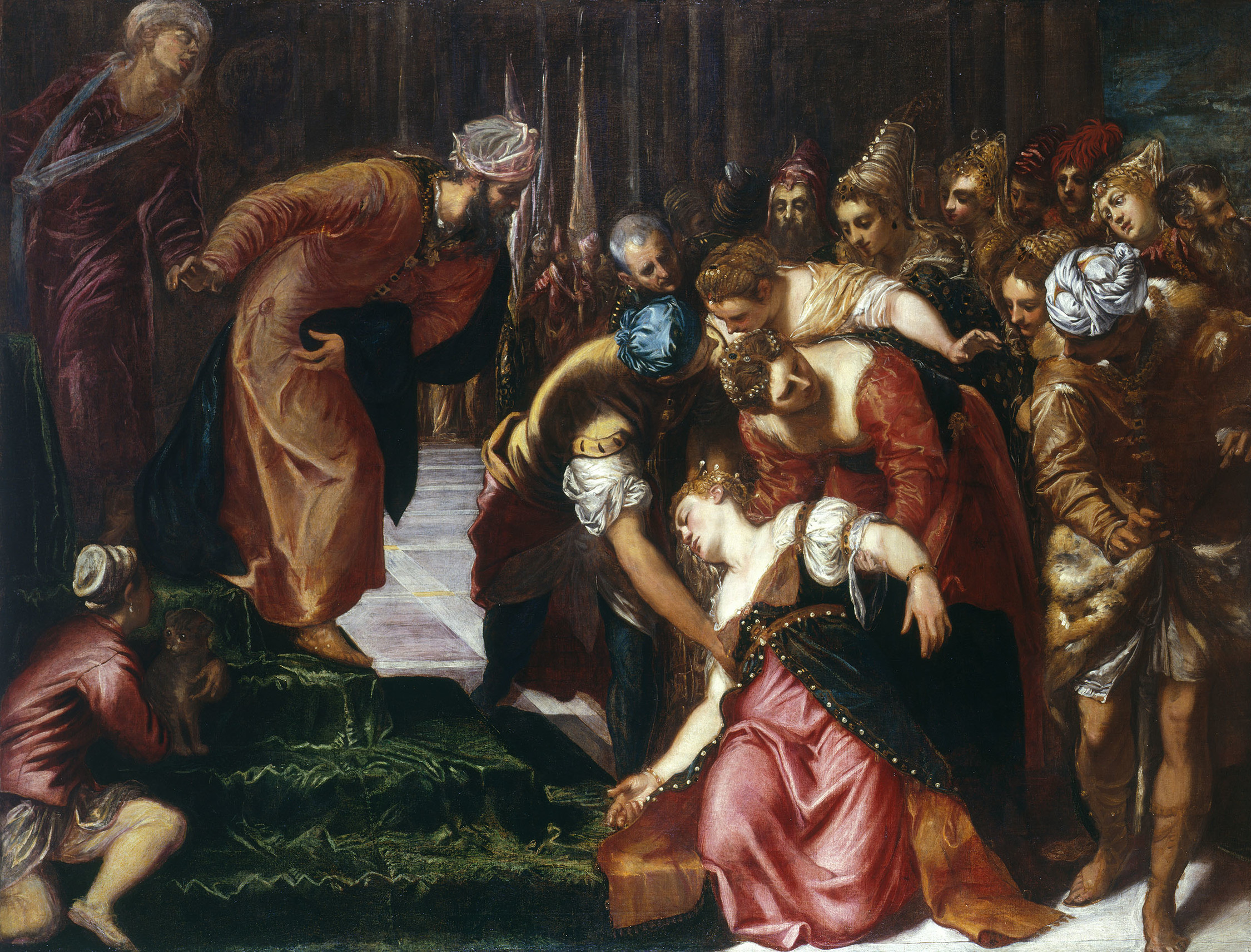
ティントレット - 『アハシェロス王の前のエステル』 (1546-47)
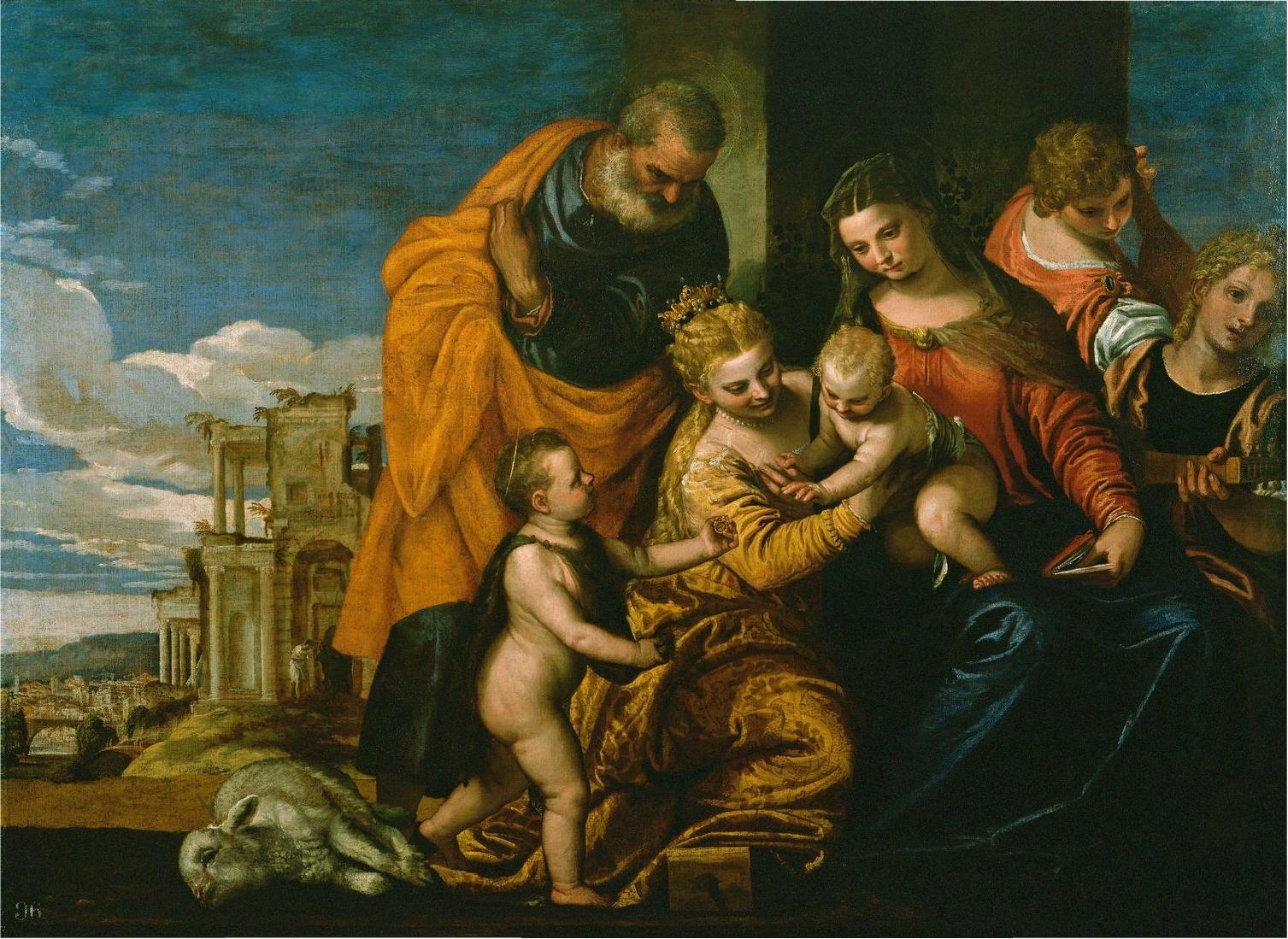
パオロ・ヴェロネーゼ - The Marriage of Saint Catherine (1580)
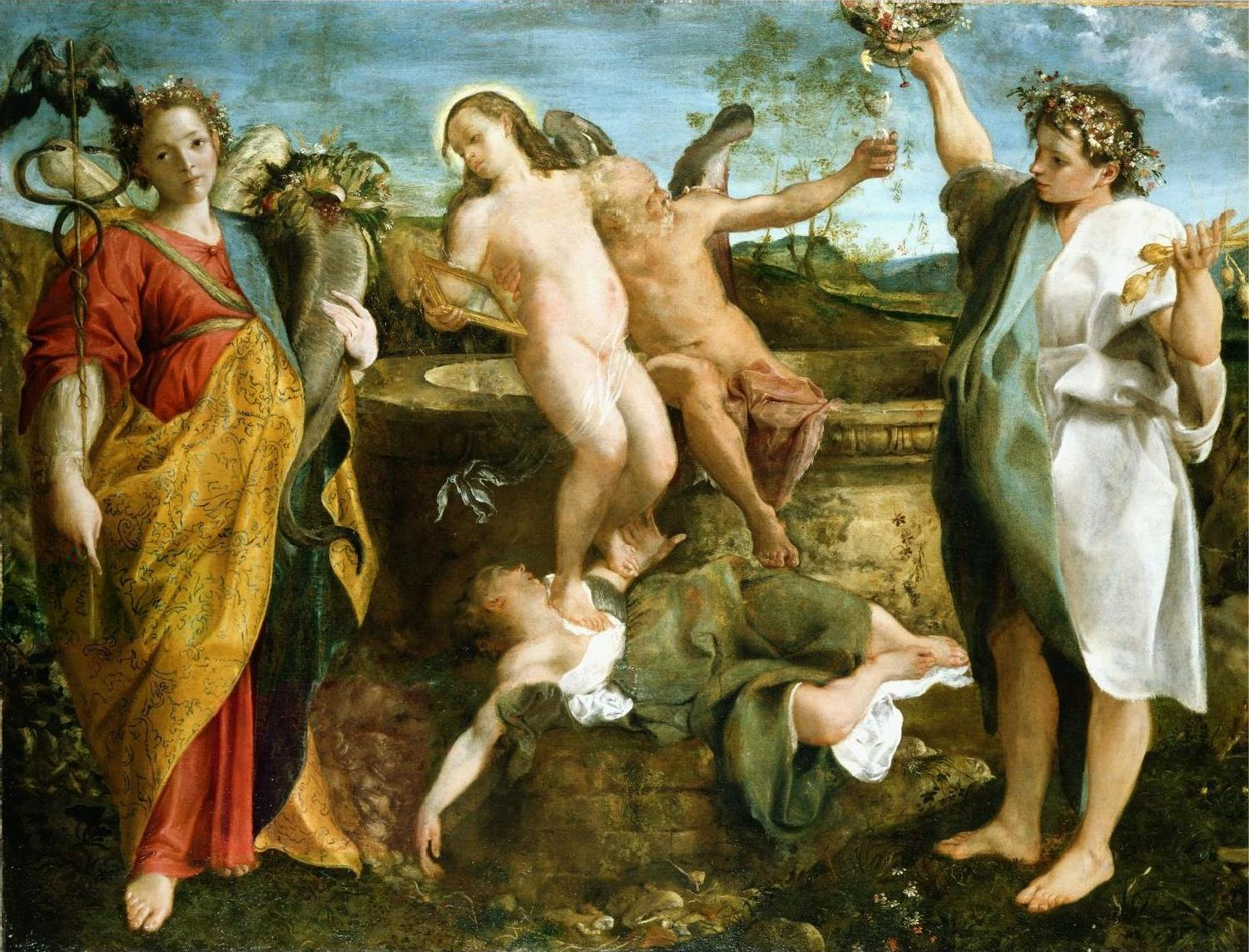
アンニーバレ・カラッチ - 『真実と時の寓話』 (1584–1585年)
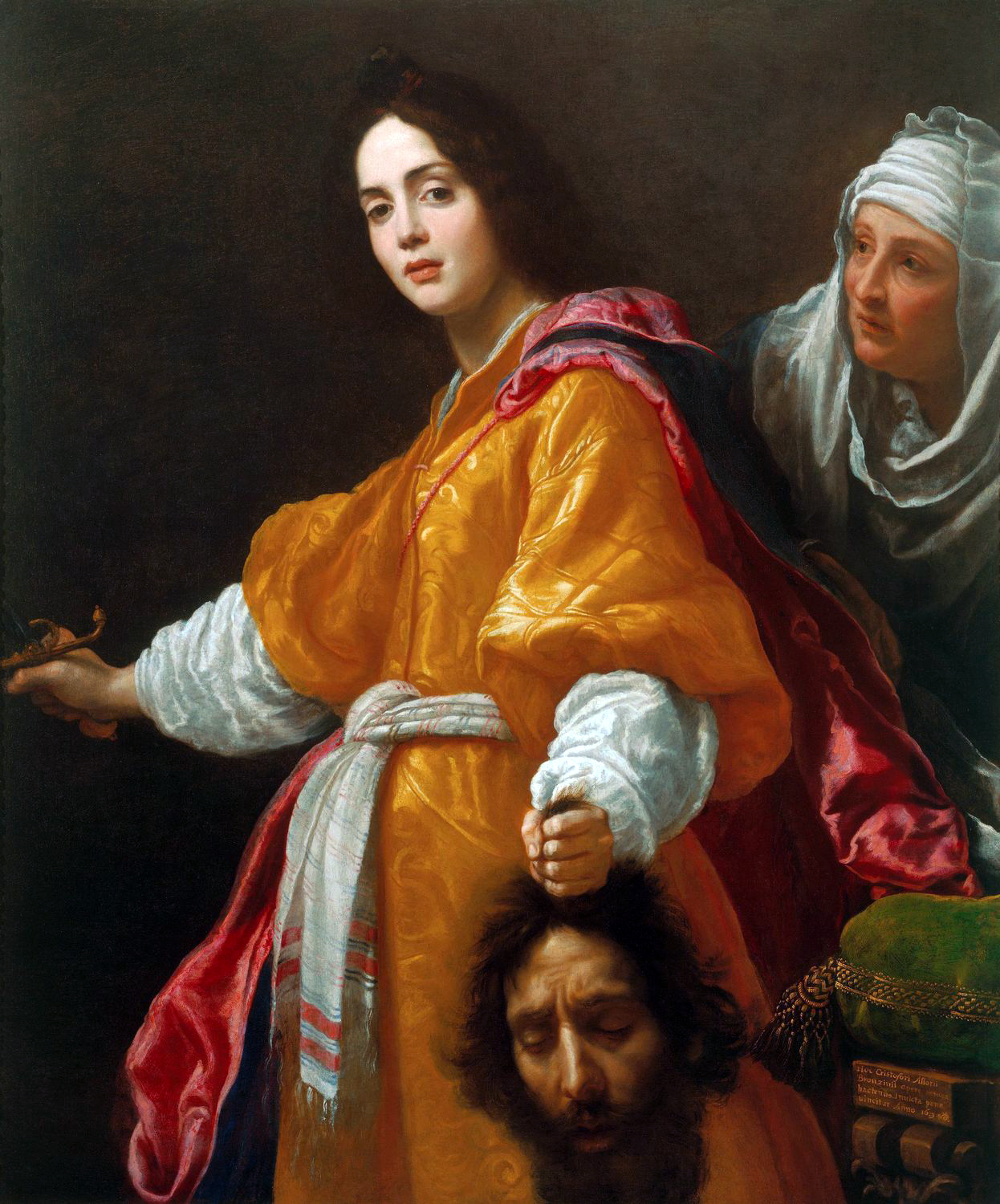
クリストファーノ・アローリ - 『ホロフェルネスの首を持つユディト』 (1613)
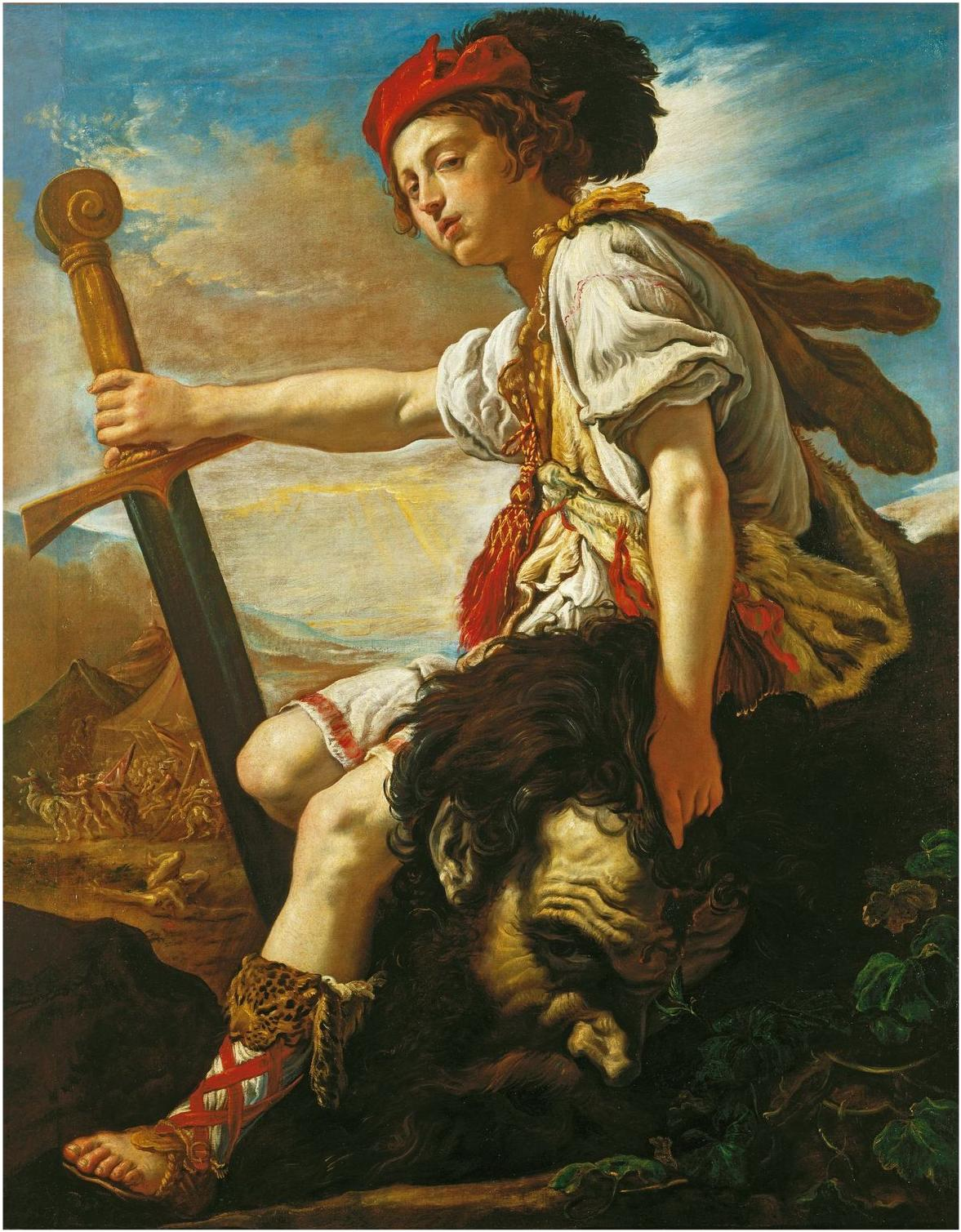
ドメニコ・フェッティ - David with the head of Goliath (1620)
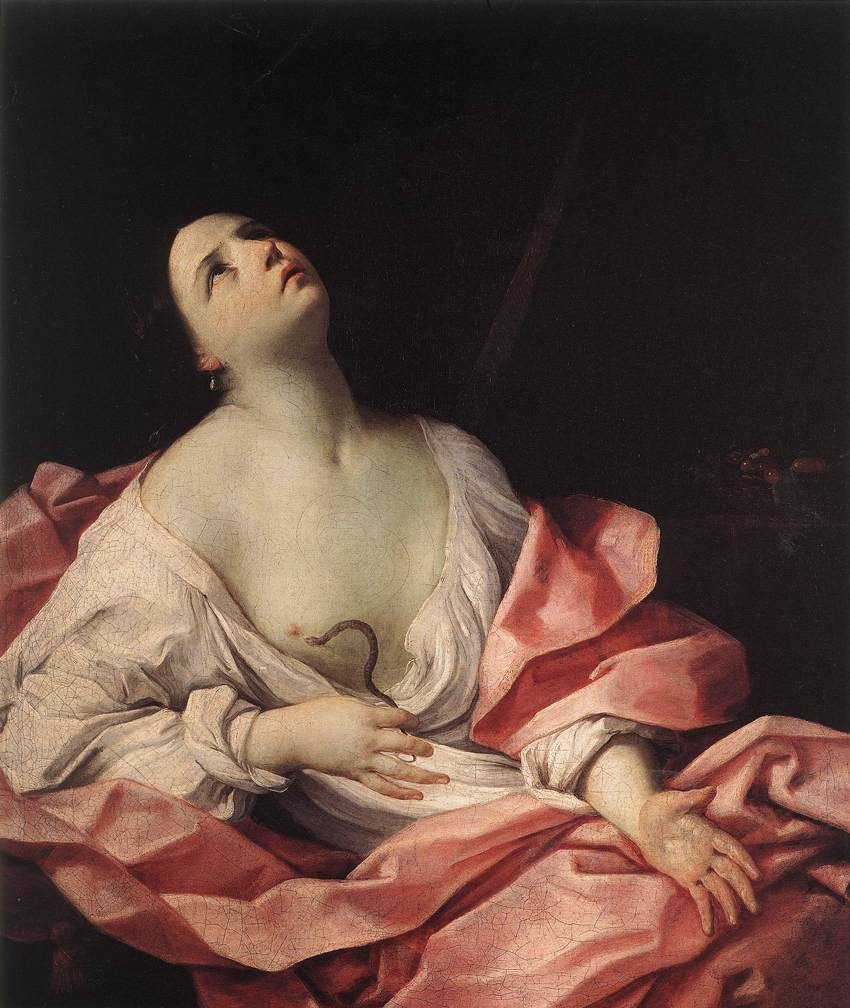
グイド・レーニ - 『クレオパトラ』 (1630年)
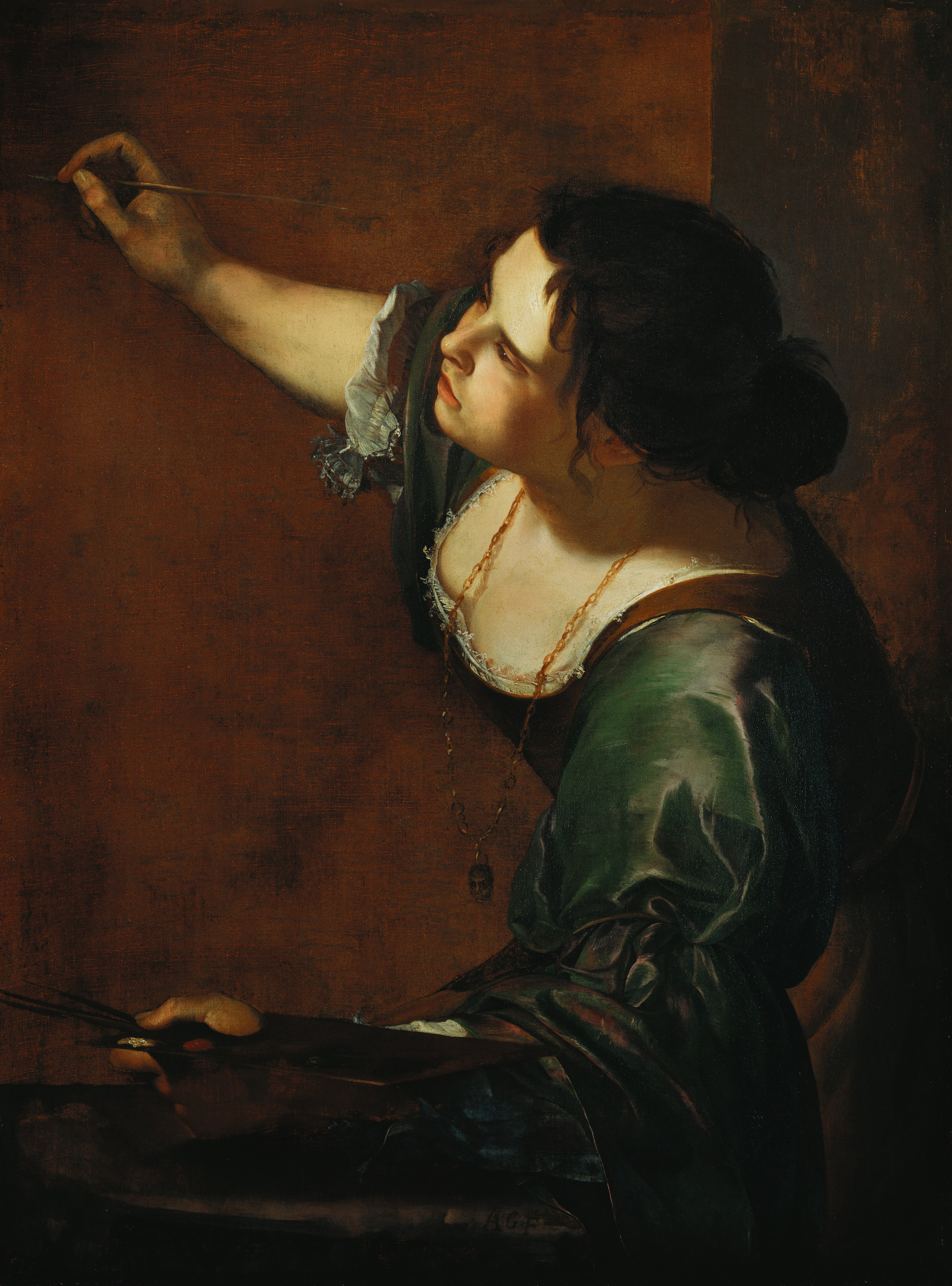
アルテミジア・ジェンティレスキ『絵画の寓意としての自画像』（1638年-1639年頃）
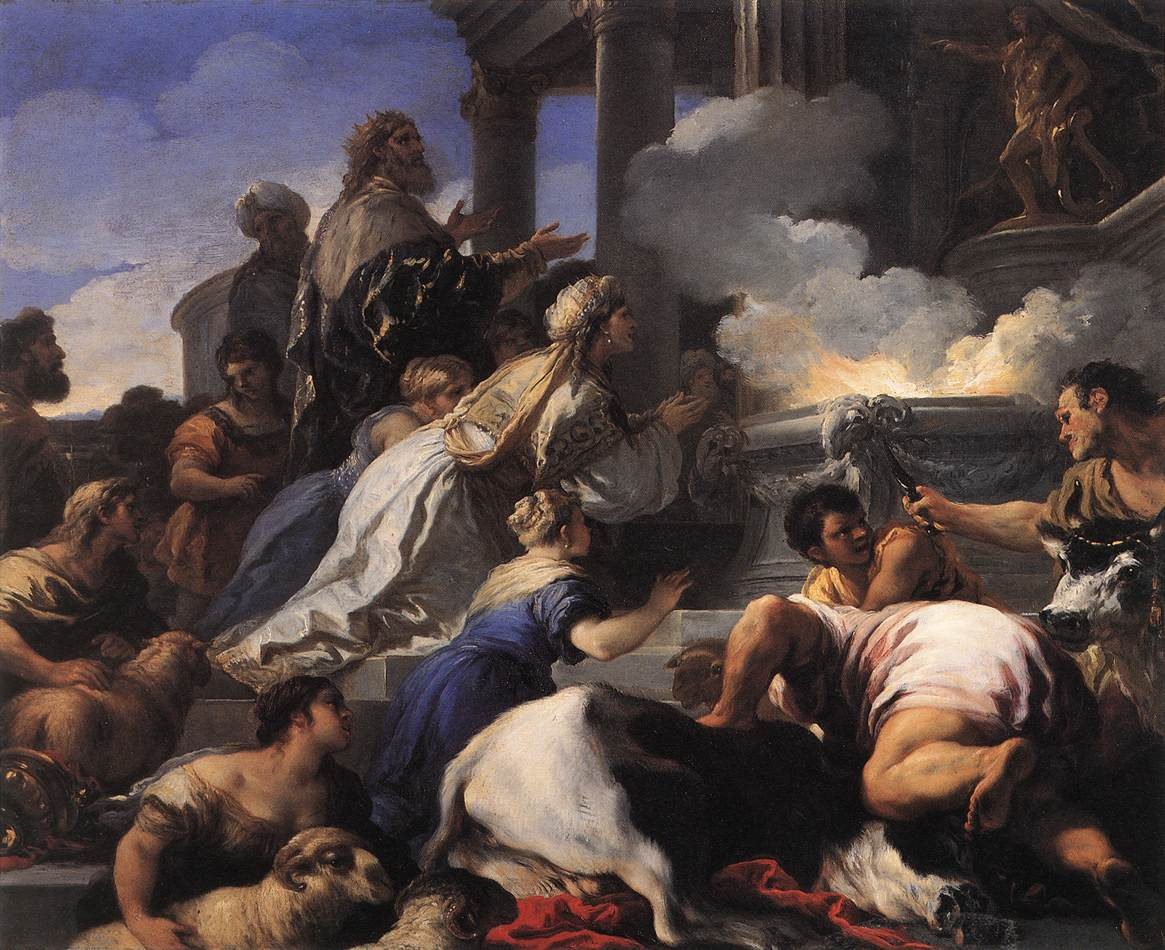
ルカ・ジョルダーノ - Psyche's Parents Offering Sacrifice to Apollo, 1692-1702
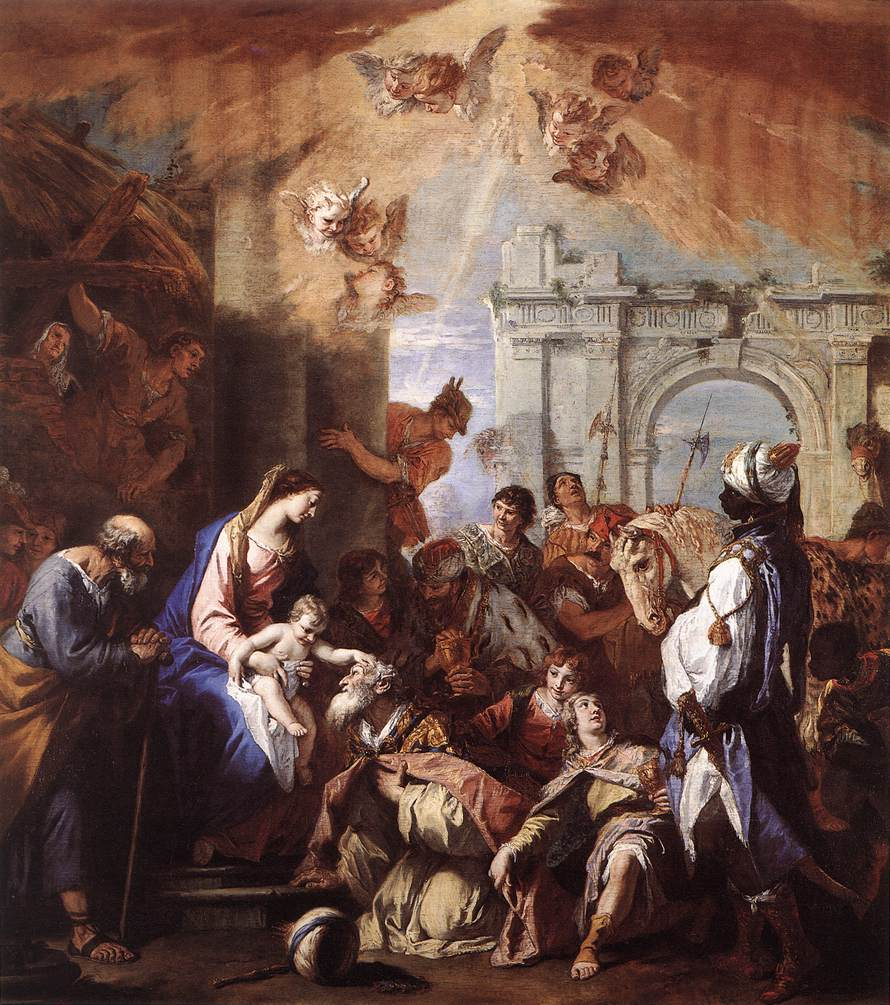
Sebastiano Ricci - The Adoration of the Magi (1726–30)
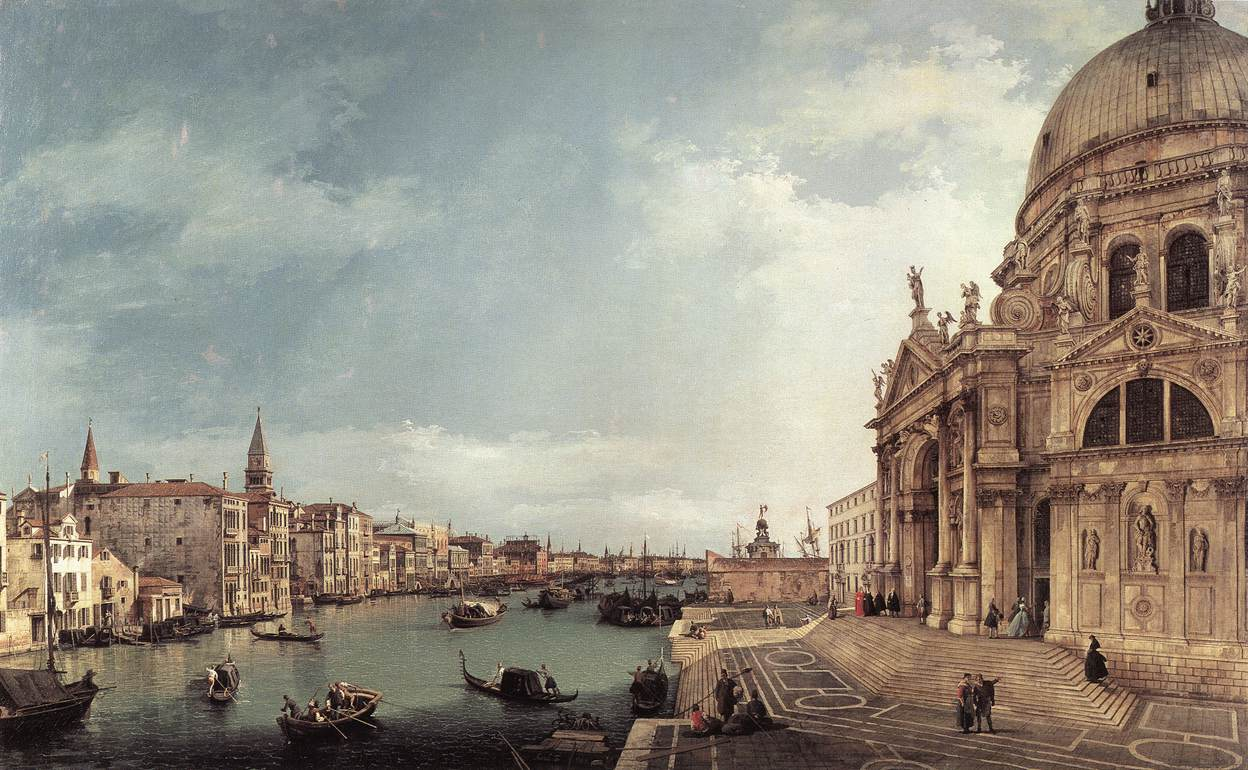
カナレット - Entrance to the Grand Canal; Looking East (1744)

### フランス調度品
幅広い年代に渡って125点以上の作品があり、世界最大かつ最重要のコレクションになっている。
- ジョセフ・バウムハウアー - 1点
- ピエール・アントワン・ベランジェ - 13点
- アンドレ＝シャルル・ブーレ - 12点;
- マルタン・カルラン - 2点
- フランソワ＝オノレ＝ジョルジュ・ジャコブ＝デマルテル - 1点
- ヤコブ・フレール - 1点
- ジェラール＝ジャン・ガレ - 1点
- ピエール・ガルニエール - 2点
- ジョルジュ・ヤコブ - 30点
- ジル・ジュベール - 2点
- ピエール・ラングロワ - 5点
- エチエンヌ・ルヴァスール - 7点
- マルタン＝エロイ・リニュルー - 2点
- ベルナール・モリトール - 3点
- ジャン・アンリ・リーズネル - 6点
- フランス国立セーブル製陶所 - 1点
- ピエール＝フィリップ・トミール - 15点
- ベンジャミン・ヴリアミー、ベンジャミン・ルイ・ヴリアミー - 4点
- ベンジャミン・ヴリアミー - 3点
- アダム・ヴァイスヴァイラー - 13点

### ヨーロッパ調度品

#### イギリス
- ロバート・ヒューム - 1点

#### フランドル
- 作者未詳 - 2点

#### ドイツ
- ヨハン・ダニエル・ゾンマー - 2点
- メルキオール・バウムガルトナー - 2点

#### オランダ
- 作者未詳 - 1点

### 時計
- アンドレ＝シャルル・ブール - 4点
- アブラアム＝ルイ・ブレゲ - 1点
- デ・ラ・クロワ - 1点
- ジェラール＝ジャン・ガレ - 1点
- ジャン＝アントワーヌ・レピン - 1点
- マルタン＝エロイ・リニュルー - 1点
- ピエール＝フィリップ・トミール - 1点
- ベンジャミン・ヴリアミー - 1点
- ベンジャミン・ルイ・ヴリアミー - 1点

### 装飾美術
- マシュー・ボールトン - 4点
- ファベルジェ - 世界最大のコレクションの一つ
- ジェラール＝ジャン・ガレ - 2点
- フランソワ・ルモンド - 12点
- ピエール＝フィリップ・トミール - 3点

### 陶磁器
- フランス国立セーブル製陶所 - まず間違いなく世界最大のコレクション
- チェルシー磁器工房 - 全ての磁器がコレクションされている

### 彫刻

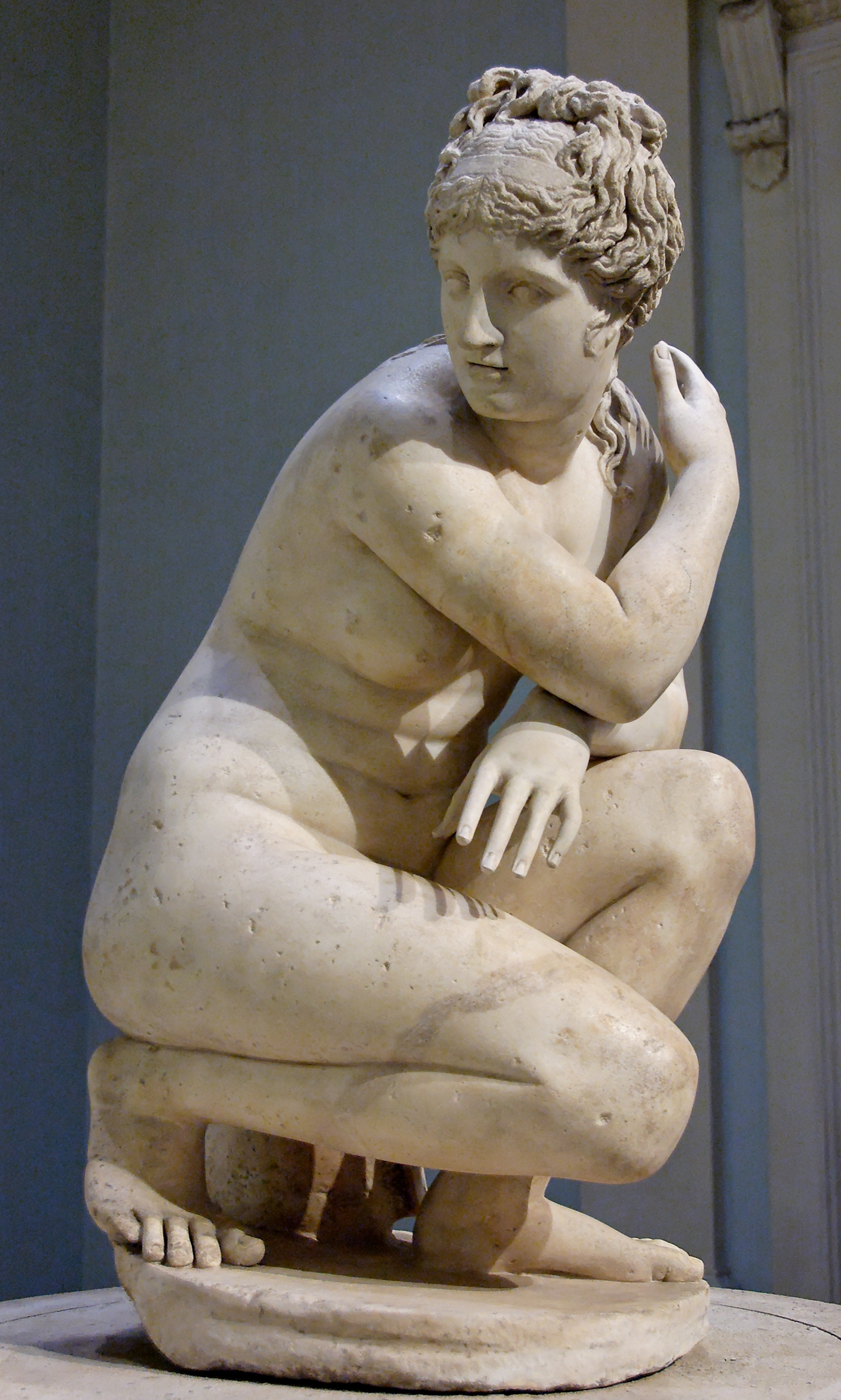
『レリーのヴィーナス』（古代ローマ・五賢帝時代）
2005年から大英博物館に貸与されている

- アントニオ・カノーヴァ - 3点
- フランソワ・ジラルドン - 1点
- ルイ・クロード・ヴァッセ - 1点
- 古代ローマ彫刻 - 1点

### タペストリー / 絨毯
- ゴブラン織り - 14点